# Wereldkampioenschap voetbal 2026 (kwalificatie CONCACAF)

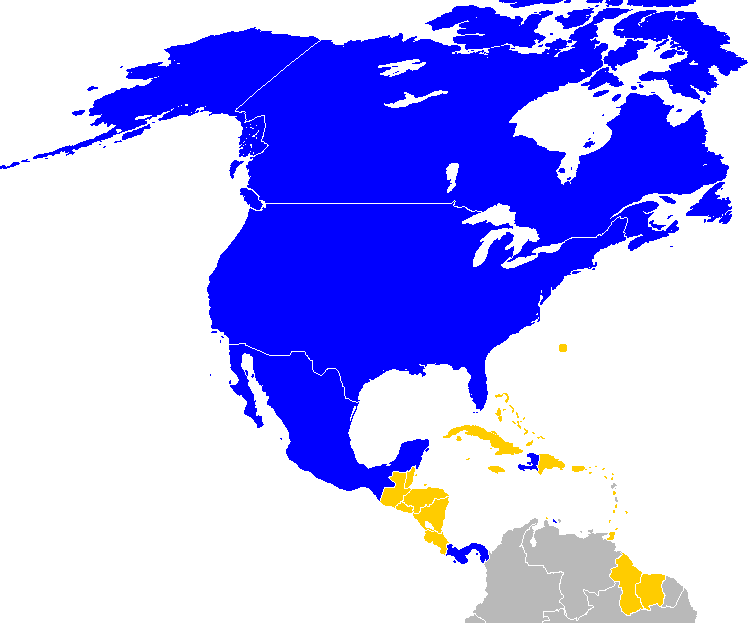
Gekwalificeerd
Kunnen nog kwalificeren
Uitgeschakeld
Geen CONCACAF-lid

Namens de Noord-Amerikaanse voetbalbond CONCACAF nemen 40 FIFA-leden deel aan het kwalificatietoernooi voor minimaal drie beschikbare plaatsen in de eindronde van het wereldkampioenschap voetbal 2026. Een vierde plek is mogelijk, maar daarvoor moet een intercontinentaal play-offtoernooi worden gespeeld.

## Format
Op 9 mei 2017 maakte de FIFA bekend dat het totaal aantal CONCACAF-deelnemers aan het wereldkampioenschap voetbal 2026 minimaal zes zal zijn. Daarnaast mogen er twee landen deelnemen aan de play-off voor nog een extra plek. Op 13 juni 2018 werd besloten dat de drie gastlanden van dit toernooi, allemaal landen die lid zijn van de CONCACAF. Op dat moment was nog onduidelijk of deze landen ook automatisch gekwalificeerd zouden zijn voor het hoofdtoernooi.
Op 14 februari 2023 maakte de FIFA bekend dat de drie gastlanden automatisch gekwalificeerd zijn. Van de zes plaatsen zijn er daarom drie bezet door de gastlanden, dit toernooi zal de overige drie deelnemende landen bepalen, alsook de twee deelnemers aan het play-offtoernooi Op 28 februari kondigde de CONCACAF het format aan voor deze kwalificatie.
- Eerste ronde: Vier landen (ranking 29–32) die op de FIFA-ranking het laagste geklasseerd zijn in november 2023 nemen deel aan deze ronde. In deze ronde worden twee landen aan elkaar gekoppeld. De landen spelen twee keer tegen elkaar (uit- en thuiswedstrijd). Winnaars gaan naar de tweede ronde.
- Tweede ronde: Dertig landen (ranking 1–28 stromen in en de twee winnaars uit de eerste ronde nemen ook deel). De landen worden verdeeld over zes groepen van vijf landen. Alle landen in de poule spelen een keer tegen elkaar (2 keer een uitwedstrijd en 2 keer thuiswedstrijd), de groepswinnaars en nummers 2 gaan naar de derde ronde.
- Derde ronde: Twaalf landen nemen deel, de winnaars en nummers 2 uit de tweede ronde. Deze landen worden verdeeld over drie poules van vier teams. Alle landen spelen twee keer tegen elkaar. De drie groepswinnaars kwalificeren zich voor het hoofdtoernooi. De twee beste nummers 2 gaan naar de intercontinentale play-offs.

- Intercontinentaal play-offtoernooi: Zes landen nemen deel aan dit toernooi, waarin gespeeld wordt om de laatste twee plekken op het wereldkampioenschap. Twee plekken zijn voor de CONCACAF, de andere continentale voetbalbonden (met uitzondering van de UEFA) leveren één team.[5]

## Data
Er wordt gespeeld op de volgende data.
| Ronde                | Wedstrijddag     | Datum               |
| -------------------- | ---------------- | ------------------- |
| Eerste ronde         | Eerste wedstrijd | 18–26 maart 2024    |
| Eerste ronde         | Tweede wedstrijd | 18–26 maart 2024    |
| Tweede ronde (Groep) |                  | 3–11 juni 2024      |
| Tweede ronde (Groep) | 2–10 juni 2025   |                     |
| Derde ronde (Groep)  | Wedstrijddag 1   | 1–9 september 2025  |
| Derde ronde (Groep)  | Wedstrijddag 2   | 1–9 september 2025  |
| Derde ronde (Groep)  | Wedstrijddag 3   | 6–14 oktober 2025   |
| Derde ronde (Groep)  | Wedstrijddag 4   | 6–14 oktober 2025   |
| Derde ronde (Groep)  | Wedstrijddag 5   | 10–18 november 2025 |
| Derde ronde (Groep)  | Wedstrijddag 6   | 10–18 november 2025 |

## Gekwalificeerde landen
| FIFA-lid         | Kwalificatie | Kwal. datum      | Aantal dln. (incl. 2026) | Eerste dln. | Laatste dln. | Dln. op rij | Titels (excl. 2026) | Beste prestatie |
| ---------------- | ------------ | ---------------- | ------------------------ | ----------- | ------------ | ----------- | ------------------- | --------------- |
| Canada           | Gastland     | 14 februari 2023 | 3                        | 1986        | 2022         | 2           | 0                   | Groepsfase      |
| Mexico           | Gastland     | 14 februari 2023 | 18                       | 1930        | 2022         | 9           | 0                   | Kwartfinale     |
| Verenigde Staten | Gastland     | 14 februari 2023 | 12                       | 1930        | 2022         | 2           | 0                   | Derde plaats    |
|                  |              |                  |                          |             |              |             |                     |                 |
|                  |              |                  |                          |             |              |             |                     |                 |
|                  |              |                  |                          |             |              |             |                     |                 |

## Deelnemende landen
| Tweede ronde pot 1                                                                                                | Tweede ronde pot 2                                                                                             | Tweede ronde pot 3 |
| --- | --- | --- |
| - Panama (41) Costa Rica (52) Jamaica (55) Honduras (76) El Salvador (78) Haïti (89)                              | - Curaçao (90) Trinidad en Tobago (96) Guatemala (108) Nicaragua (134) Antigua en Barbuda (142) Suriname (143) | - Saint Kitts en Nevis (147) Dominicaanse Republiek (151) Guyana (157) Puerto Rico (159) Saint Lucia (167) Cuba (169) |
| Tweede ronde pot 4                                                                                                | Tweede ronde pot 5                                                                                             | Eerste ronde |
| - Bermuda (171) Saint Vincent en de Grenadines (173) Grenada (174) Montserrat (176) Barbados (178) Dominica (180) | - Belize (182) Aruba (193) Kaaimaneilanden (197) Bahama's (202)                                                | - Turks- en Caicoseilanden (206) Britse Maagdeneilanden (207) Amerikaanse Maagdeneilanden (208) Anguilla (209)        |

## Eerste ronde

### Wedstrijden
| Team 1                      | Totaal           | Team 2                   | 1e wedstrijd | 2e wedstrijd |
| --------------------------- | ---------------- | ------------------------ | ------------ | ------------ |
| Anguilla                    | 1 – 1 (P. 4 – 3) | Turks- en Caicoseilanden | 0 – 0        | 1 – 1        |
| Amerikaanse Maagdeneilanden | 0 – 0 (P. 2 – 4) | Britse Maagdeneilanden   | 1 – 1        | 0 – 0        |

|                                                |          |       |                          |                                                                                             |
| 22 maart 2024 «onderlinge duels» 15:00 (UTC−4) | Anguilla | 0 – 0 | Turks- en Caicoseilanden | Stadion: Raymond E. Guishard Technical Centre, The Valley Toeschouwers: Natalie Simon (USA) |
| 22 maart 2024 «onderlinge duels» 15:00 (UTC−4) | Verslag  |       |                          | Stadion: Raymond E. Guishard Technical Centre, The Valley Toeschouwers: Natalie Simon (USA) |
| 22 maart 2024 «onderlinge duels» 15:00 (UTC−4) |          |       |                          | Stadion: Raymond E. Guishard Technical Centre, The Valley Toeschouwers: Natalie Simon (USA) |
| 22 maart 2024 «onderlinge duels» 15:00 (UTC−4) |          |       |                          | Stadion: Raymond E. Guishard Technical Centre, The Valley Toeschouwers: Natalie Simon (USA) |
|                                                |          |       |                          |                                                                                             |

|                                                |                                        |                         |                                              | |
| 26 maart 2024 «onderlinge duels» 19:00 (UTC−4) | Turks- en Caicoseilanden Forbes 23'    | 1 – 1 (n.v.) 3 – 4 pen. | Anguilla 45+3' (pen.) Paris                  | Stadion: TCIFA National Academy, Providenciales Toeschouwers: 337 Scheidsrechter: Reginald Gumbs (SKN) |
| 26 maart 2024 «onderlinge duels» 19:00 (UTC−4) | Verslag                                |                         |                                              | Stadion: TCIFA National Academy, Providenciales Toeschouwers: 337 Scheidsrechter: Reginald Gumbs (SKN) |
| 26 maart 2024 «onderlinge duels» 19:00 (UTC−4) | Strafschoppen                          |                         |                                              | Stadion: TCIFA National Academy, Providenciales Toeschouwers: 337 Scheidsrechter: Reginald Gumbs (SKN) |
| 26 maart 2024 «onderlinge duels» 19:00 (UTC−4) | Cadet Louisy Paul Howell Forbes Martin |                         | Lawrence Paris Deans Connor Carpenter Duncan | Stadion: TCIFA National Academy, Providenciales Toeschouwers: 337 Scheidsrechter: Reginald Gumbs (SKN) |
|                                                |                                        |                         |                                              | |

Anguilla naar de tweede ronde.
|                                                |                             |         |                        |                                                                                           |
| 22 maart 2024 «onderlinge duels» 17:00 (UTC−4) | Amerikaanse Maagdeneilanden | 1 – 1   | Britse Maagdeneilanden | Stadion: Bethlehem Voetbalstadion, Christiansted Scheidsrechter: Katia Itzel García (MEX) |
| 22 maart 2024 «onderlinge duels» 17:00 (UTC−4) | Blaschka 73'                | Verslag | 90+2' Liziario         | Stadion: Bethlehem Voetbalstadion, Christiansted Scheidsrechter: Katia Itzel García (MEX) |
| 22 maart 2024 «onderlinge duels» 17:00 (UTC−4) |                             |         |                        | Stadion: Bethlehem Voetbalstadion, Christiansted Scheidsrechter: Katia Itzel García (MEX) |
| 22 maart 2024 «onderlinge duels» 17:00 (UTC−4) |                             |         |                        | Stadion: Bethlehem Voetbalstadion, Christiansted Scheidsrechter: Katia Itzel García (MEX) |
|                                                |                             |         |                        |                                                                                           |

|                                                |                                            |                         |                                 | |
| 26 maart 2024 «onderlinge duels» 15:00 (UTC−4) | Britse Maagdeneilanden                     | 0 – 0 (n.v.) 4 – 2 pen. | Amerikaanse Maagdeneilanden     | Stadion: A. O. Shirley Recreation Ground, Road Town Toeschouwers: 400 Scheidsrechter: Ken Pennyfeather (ANT) |
| 26 maart 2024 «onderlinge duels» 15:00 (UTC−4) |                                            | Verslag                 | 71' Farrell                     | Stadion: A. O. Shirley Recreation Ground, Road Town Toeschouwers: 400 Scheidsrechter: Ken Pennyfeather (ANT) |
| 26 maart 2024 «onderlinge duels» 15:00 (UTC−4) | Strafschoppen                              |                         |                                 | Stadion: A. O. Shirley Recreation Ground, Road Town Toeschouwers: 400 Scheidsrechter: Ken Pennyfeather (ANT) |
| 26 maart 2024 «onderlinge duels» 15:00 (UTC−4) | Bertie Wiltshire Gallimore Forbes Callwood |                         | Kendall Whyte Blaschka J. Ramos | Stadion: A. O. Shirley Recreation Ground, Road Town Toeschouwers: 400 Scheidsrechter: Ken Pennyfeather (ANT) |
|                                                |                                            |                         |                                 | |

Britse Maagdeneilanden naar de tweede ronde.

## Tweede ronde
De loting voor de tweede ronde vond plaats op 25 januari in Zürich, Zwitserland. Op het moment van de loting waren er 28 van de 30 deelnemende landen bekend. De eerste ronde moest nog gespeeld worden, dus waren de twee winnaars uit die ronde nog niet duidelijk toen de loting plaatsvond. Wel werd bepaald in welke poules deze winnaars later instromen.

### Groep A
| Pos | Team               | Wed | W | G | V | Ptn | DV | DT | +/− | Kwalificatie     |       | Vlag van Honduras | Vlag van Bermuda | Vlag van Cuba | Vlag van Kaaimaneilanden | Vlag van Antigua en Barbuda |
| --- | ------------------ | --- | - | - | - | --- | -- | -- | --- | ---------------- | ----- | ----------------- | ---------------- | ------------- | ------------------------ | --------------------------- |
| 1   | Honduras           | 4   | 4 | 0 | 0 | 12  | 12 | 2  | +10 | Naar derde ronde |       | —                 | —                | 3 – 1         | —                        | 2 – 0                       |
| 2   | Bermuda            | 4   | 2 | 1 | 1 | 7   | 9  | 8  | +1  | Naar derde ronde |       | 1 – 6             | —                | —             | 5 – 0                    | —                           |
| 3   | Cuba               | 4   | 2 | 0 | 2 | 6   | 6  | 5  | +1  |                  |       | —                 | 1 – 2            | —             | 3 – 0                    | —                           |
| 4   | Kaaimaneilanden    | 4   | 1 | 0 | 3 | 3   | 1  | 9  | −8  |                  | 0 – 1 | —                 | —                | —             | 1 – 0                    |                             |
| 5   | Antigua en Barbuda | 4   | 0 | 1 | 3 | 1   | 1  | 5  | −4  |                  | —     | 1 – 1             | 0 – 1            | —             | —                        |                             |

|                                              |                    |                |          |                                                                                                  |
| 5 juni 2024 «onderlinge duels» 15:00 (UTC−4) | Antigua en Barbuda | 1 – 1          | Bermuda  | Stadion: ABFA Technical Center, Piggotts Toeschouwers: 404 Scheidsrechter: Adonis Carrasco (DOM) |
| 5 juni 2024 «onderlinge duels» 15:00 (UTC−4) | Deterville 26'     | Verslag (FIFA) | 90' Ming | Stadion: ABFA Technical Center, Piggotts Toeschouwers: 404 Scheidsrechter: Adonis Carrasco (DOM) |
| 5 juni 2024 «onderlinge duels» 15:00 (UTC−4) |                    |                |          | Stadion: ABFA Technical Center, Piggotts Toeschouwers: 404 Scheidsrechter: Adonis Carrasco (DOM) |
| 5 juni 2024 «onderlinge duels» 15:00 (UTC−4) |                    |                |          | Stadion: ABFA Technical Center, Piggotts Toeschouwers: 404 Scheidsrechter: Adonis Carrasco (DOM) |
|                                              |                    |                |          |                                                                                                  |

|                                              |                                         |                |           | |
| 6 juni 2024 «onderlinge duels» 18:30 (UTC−6) | Honduras                                | 3 – 1          | Cuba      | Stadion: Estadio José de la Paz Herrera Uclés, Tegucigalpa Toeschouwers: 10.111 Scheidsrechter: Juan Calderón (CRC) |
| 6 juni 2024 «onderlinge duels» 18:30 (UTC−6) | Lozano 26' Rodríguez 45+2' Castillo 82' | Verslag (FIFA) | 23' Reyes | Stadion: Estadio José de la Paz Herrera Uclés, Tegucigalpa Toeschouwers: 10.111 Scheidsrechter: Juan Calderón (CRC) |
| 6 juni 2024 «onderlinge duels» 18:30 (UTC−6) |                                         |                |           | Stadion: Estadio José de la Paz Herrera Uclés, Tegucigalpa Toeschouwers: 10.111 Scheidsrechter: Juan Calderón (CRC) |
| 6 juni 2024 «onderlinge duels» 18:30 (UTC−6) |                                         |                |           | Stadion: Estadio José de la Paz Herrera Uclés, Tegucigalpa Toeschouwers: 10.111 Scheidsrechter: Juan Calderón (CRC) |
|                                              |                                         |                |           | |

|                                              |                 |                |                    | |
| 8 juni 2024 «onderlinge duels» 15:30 (UTC−5) | Kaaimaneilanden | 1 – 0          | Antigua en Barbuda | Stadion: Truman Boddensportcomplex, George Town Toeschouwers: 453 Scheidsrechter: Pierre-Luc Lauzière (CAN) |
| 8 juni 2024 «onderlinge duels» 15:30 (UTC−5) | Campbell 90+1'  | Verslag (FIFA) |                    | Stadion: Truman Boddensportcomplex, George Town Toeschouwers: 453 Scheidsrechter: Pierre-Luc Lauzière (CAN) |
| 8 juni 2024 «onderlinge duels» 15:30 (UTC−5) |                 |                |                    | Stadion: Truman Boddensportcomplex, George Town Toeschouwers: 453 Scheidsrechter: Pierre-Luc Lauzière (CAN) |
| 8 juni 2024 «onderlinge duels» 15:30 (UTC−5) |                 |                |                    | Stadion: Truman Boddensportcomplex, George Town Toeschouwers: 453 Scheidsrechter: Pierre-Luc Lauzière (CAN) |
|                                              |                 |                |                    | |

|                                              |             |                |                                                                       |                                                                                                |
| 9 juni 2024 «onderlinge duels» 20:00 (UTC−3) | Bermuda     | 1 – 6          | Honduras                                                              | Stadion: Nationaal Stadion, Devonshire Toeschouwers: 1.021 Scheidsrechter: Karen Andrade (MEX) |
| 9 juni 2024 «onderlinge duels» 20:00 (UTC−3) | Lewis 45+4' | Verslag (FIFA) | 15' Arriaga 49' Ruiz 53' Rodríguez 57' L. Vega 62' Najar 90+1' Róchez | Stadion: Nationaal Stadion, Devonshire Toeschouwers: 1.021 Scheidsrechter: Karen Andrade (MEX) |
| 9 juni 2024 «onderlinge duels» 20:00 (UTC−3) |             |                |                                                                       | Stadion: Nationaal Stadion, Devonshire Toeschouwers: 1.021 Scheidsrechter: Karen Andrade (MEX) |
| 9 juni 2024 «onderlinge duels» 20:00 (UTC−3) |             |                |                                                                       | Stadion: Nationaal Stadion, Devonshire Toeschouwers: 1.021 Scheidsrechter: Karen Andrade (MEX) |
|                                              |             |                |                                                                       |                                                                                                |

|                                               |                |               |                 |                                                  |
| 11 juni 2024 «onderlinge duels» 15:30 (UTC−4) | Cuba           | 3 – 0 (regl.) | Kaaimaneilanden | Stadion: Estadio Antonio Maceo, Santiago de Cuba |
| 11 juni 2024 «onderlinge duels» 15:30 (UTC−4) | Verslag (FIFA) |               |                 | Stadion: Estadio Antonio Maceo, Santiago de Cuba |
| 11 juni 2024 «onderlinge duels» 15:30 (UTC−4) |                |               |                 | Stadion: Estadio Antonio Maceo, Santiago de Cuba |
| 11 juni 2024 «onderlinge duels» 15:30 (UTC−4) |                |               |                 | Stadion: Estadio Antonio Maceo, Santiago de Cuba |
|                                               |                |               |                 |                                                  |

|                                              |                                                               |                |                 |                                                                             |
| 4 juni 2025 «onderlinge duels» 20:00 (UTC−3) | Bermuda                                                       | 5 – 0          | Kaaimaneilanden | Stadion: Nationaal Stadion, Devonshire Scheidsrechter: Rubiel Vazquez (USA) |
| 4 juni 2025 «onderlinge duels» 20:00 (UTC−3) | Lewis 12' (pen.) Parfitt 54' Hall 64' Lambe 79' Carpenter 84' | Verslag (FIFA) |                 | Stadion: Nationaal Stadion, Devonshire Scheidsrechter: Rubiel Vazquez (USA) |
| 4 juni 2025 «onderlinge duels» 20:00 (UTC−3) |                                                               |                |                 | Stadion: Nationaal Stadion, Devonshire Scheidsrechter: Rubiel Vazquez (USA) |
| 4 juni 2025 «onderlinge duels» 20:00 (UTC−3) |                                                               |                |                 | Stadion: Nationaal Stadion, Devonshire Scheidsrechter: Rubiel Vazquez (USA) |
|                                              |                                                               |                |                 |                                                                             |

|                                              |                    |                |             |                                                                                                  |
| 6 juni 2025 «onderlinge duels» 15:00 (UTC−4) | Antigua en Barbuda | 0 – 1          | Cuba        | Stadion: ABFA Technical Centre, Piggotts Toeschouwers: 428 Scheidsrechter: Kwinsi Williams (TRI) |
| 6 juni 2025 «onderlinge duels» 15:00 (UTC−4) | Graham 90+4'       | Verslag (FIFA) | 45+8' Bravo | Stadion: ABFA Technical Centre, Piggotts Toeschouwers: 428 Scheidsrechter: Kwinsi Williams (TRI) |
| 6 juni 2025 «onderlinge duels» 15:00 (UTC−4) |                    |                |             | Stadion: ABFA Technical Centre, Piggotts Toeschouwers: 428 Scheidsrechter: Kwinsi Williams (TRI) |
| 6 juni 2025 «onderlinge duels» 15:00 (UTC−4) |                    |                |             | Stadion: ABFA Technical Centre, Piggotts Toeschouwers: 428 Scheidsrechter: Kwinsi Williams (TRI) |
|                                              |                    |                |             |                                                                                                  |

|                                              |                 |                |                     |                                                                                       |
| 7 juni 2025 «onderlinge duels» 15:00 (UTC−5) | Kaaimaneilanden | 0 – 1          | Honduras            | Stadion: Truman Boddensportcomplex, George Town Scheidsrechter: Adonis Carrasco (DOM) |
| 7 juni 2025 «onderlinge duels» 15:00 (UTC−5) |                 | Verslag (FIFA) | 86' (e.d.) Robinson | Stadion: Truman Boddensportcomplex, George Town Scheidsrechter: Adonis Carrasco (DOM) |
| 7 juni 2025 «onderlinge duels» 15:00 (UTC−5) |                 |                |                     | Stadion: Truman Boddensportcomplex, George Town Scheidsrechter: Adonis Carrasco (DOM) |
| 7 juni 2025 «onderlinge duels» 15:00 (UTC−5) |                 |                |                     | Stadion: Truman Boddensportcomplex, George Town Scheidsrechter: Adonis Carrasco (DOM) |
|                                              |                 |                |                     |                                                                                       |

|                                               |             |                |                      | |
| 10 juni 2025 «onderlinge duels» 16:00 (UTC−4) | Cuba        | 1 – 2          | Bermuda              | Stadion: Estadio Antonio Maceo, Santiago de Cuba Toeschouwers: 3.600 Scheidsrechter: Oliver Vergara (PAN) |
| 10 juni 2025 «onderlinge duels» 16:00 (UTC−4) | Aguirre 58' | Verslag (FIFA) | 6' Parfitt 74' Lambe | Stadion: Estadio Antonio Maceo, Santiago de Cuba Toeschouwers: 3.600 Scheidsrechter: Oliver Vergara (PAN) |
| 10 juni 2025 «onderlinge duels» 16:00 (UTC−4) |             |                |                      | Stadion: Estadio Antonio Maceo, Santiago de Cuba Toeschouwers: 3.600 Scheidsrechter: Oliver Vergara (PAN) |
| 10 juni 2025 «onderlinge duels» 16:00 (UTC−4) |             |                |                      | Stadion: Estadio Antonio Maceo, Santiago de Cuba Toeschouwers: 3.600 Scheidsrechter: Oliver Vergara (PAN) |
|                                               |             |                |                      | |

|                                               |                        |                |                    | |
| 10 juni 2025 «onderlinge duels» 20:00 (UTC−6) | Honduras               | 2 – 0          | Antigua en Barbuda | Stadion: Estadio José de la Paz Herrera Uclés, Tegucigalpa Toeschouwers: 7.905 Scheidsrechter: Waldir García (SLV) |
| 10 juni 2025 «onderlinge duels» 20:00 (UTC−6) | Montes 49' A. Vega 80' | Verslag (FIFA) |                    | Stadion: Estadio José de la Paz Herrera Uclés, Tegucigalpa Toeschouwers: 7.905 Scheidsrechter: Waldir García (SLV) |
| 10 juni 2025 «onderlinge duels» 20:00 (UTC−6) |                        |                |                    | Stadion: Estadio José de la Paz Herrera Uclés, Tegucigalpa Toeschouwers: 7.905 Scheidsrechter: Waldir García (SLV) |
| 10 juni 2025 «onderlinge duels» 20:00 (UTC−6) |                        |                |                    | Stadion: Estadio José de la Paz Herrera Uclés, Tegucigalpa Toeschouwers: 7.905 Scheidsrechter: Waldir García (SLV) |
|                                               |                        |                |                    | |

### Groep B
| Pos | Team                 | Wed | W | G | V | Ptn | DV | DT | +/− | Kwalificatie     |       | Vlag van Costa Rica | Vlag van Trinidad en Tobago | Vlag van Grenada | Vlag van Saint Kitts en Nevis | Vlag van Bahama's |
| --- | -------------------- | --- | - | - | - | --- | -- | -- | --- | ---------------- | ----- | ------------------- | --------------------------- | ---------------- | ----------------------------- | ----------------- |
| 1   | Costa Rica           | 4   | 4 | 0 | 0 | 12  | 17 | 1  | +16 | Naar derde ronde |       | —                   | 2 – 1                       | —                | 4 – 0                         | —                 |
| 2   | Trinidad en Tobago   | 4   | 2 | 1 | 1 | 7   | 16 | 7  | +9  | Naar derde ronde |       | —                   | —                           | 2 – 2            | 6 – 2                         | —                 |
| 3   | Grenada              | 4   | 2 | 1 | 1 | 7   | 11 | 7  | +4  |                  |       | 0 – 3               | —                           | —                | —                             | 6 – 0             |
| 4   | Saint Kitts en Nevis | 4   | 1 | 0 | 3 | 3   | 5  | 13 | −8  |                  | —     | —                   | 2 – 3                       | —                | 1 – 0                         |                   |
| 5   | Bahama's             | 4   | 0 | 0 | 4 | 0   | 1  | 22 | −21 |                  | 0 – 8 | 1 – 7               | —                           | —                | —                             |                   |

|                                              |                      |                |                           |                                                                                    |
| 5 juni 2024 «onderlinge duels» 19:30 (UTC−4) | Trinidad en Tobago   | 2 – 2          | Grenada                   | Stadion: Hasely Crawfordstadion, Port of Spain Scheidsrechter: Mario Escobar (GUA) |
| 5 juni 2024 «onderlinge duels» 19:30 (UTC−4) | Telfer 43' Moore 74' | Verslag (FIFA) | 24' (pen.), 28' Hippolyte | Stadion: Hasely Crawfordstadion, Port of Spain Scheidsrechter: Mario Escobar (GUA) |
| 5 juni 2024 «onderlinge duels» 19:30 (UTC−4) |                      |                |                           | Stadion: Hasely Crawfordstadion, Port of Spain Scheidsrechter: Mario Escobar (GUA) |
| 5 juni 2024 «onderlinge duels» 19:30 (UTC−4) |                      |                |                           | Stadion: Hasely Crawfordstadion, Port of Spain Scheidsrechter: Mario Escobar (GUA) |
|                                              |                      |                |                           |                                                                                    |

|                                              |                                     |                |                      |                                                                                          |
| 6 juni 2024 «onderlinge duels» 20:30 (UTC−3) | Costa Rica                          | 4 – 0          | Saint Kitts en Nevis | Stadion: Estadio Nacional, San José Toeschouwers: 5.150 Scheidsrechter: Julio Luna (GUA) |
| 6 juni 2024 «onderlinge duels» 20:30 (UTC−3) | Galo 40', 50' Alcócer 83' Rojas 84' | Verslag (FIFA) |                      | Stadion: Estadio Nacional, San José Toeschouwers: 5.150 Scheidsrechter: Julio Luna (GUA) |
| 6 juni 2024 «onderlinge duels» 20:30 (UTC−3) |                                     |                |                      | Stadion: Estadio Nacional, San José Toeschouwers: 5.150 Scheidsrechter: Julio Luna (GUA) |
| 6 juni 2024 «onderlinge duels» 20:30 (UTC−3) |                                     |                |                      | Stadion: Estadio Nacional, San José Toeschouwers: 5.150 Scheidsrechter: Julio Luna (GUA) |
|                                              |                                     |                |                      |                                                                                          |

|                                              |            |                |                                                                       | |
| 8 juni 2024 «onderlinge duels» 17:30 (UTC−4) | Bahama's   | 1 – 7          | Trinidad en Tobago                                                    | Stadion: SKNFA Technical Center, Basseterre Toeschouwers: 165 Scheidsrechter: Marco Antonio Ortíz Nava (MEX) |
| 8 juni 2024 «onderlinge duels» 17:30 (UTC−4) | Julmis 86' | Verslag (FIFA) | 6', 66' Shaw 14' (pen.) Jones 43', 45+1' Muckette 56' Moore 84' James | Stadion: SKNFA Technical Center, Basseterre Toeschouwers: 165 Scheidsrechter: Marco Antonio Ortíz Nava (MEX) |
| 8 juni 2024 «onderlinge duels» 17:30 (UTC−4) |            |                |                                                                       | Stadion: SKNFA Technical Center, Basseterre Toeschouwers: 165 Scheidsrechter: Marco Antonio Ortíz Nava (MEX) |
| 8 juni 2024 «onderlinge duels» 17:30 (UTC−4) |            |                |                                                                       | Stadion: SKNFA Technical Center, Basseterre Toeschouwers: 165 Scheidsrechter: Marco Antonio Ortíz Nava (MEX) |
|                                              |            |                |                                                                       | |

|                                              |         |                |                                 | |
| 9 juni 2024 «onderlinge duels» 17:00 (UTC−4) | Grenada | 0 – 3          | Costa Rica                      | Stadion: Kirani James Atletiekstadion, Saint George's Toeschouwers: 2.780 Scheidsrechter: Steffon Dewar (JAM) |
| 9 juni 2024 «onderlinge duels» 17:00 (UTC−4) |         | Verslag (FIFA) | 9' Ugalde 34' Zamora 70' Taylor | Stadion: Kirani James Atletiekstadion, Saint George's Toeschouwers: 2.780 Scheidsrechter: Steffon Dewar (JAM) |
| 9 juni 2024 «onderlinge duels» 17:00 (UTC−4) |         |                |                                 | Stadion: Kirani James Atletiekstadion, Saint George's Toeschouwers: 2.780 Scheidsrechter: Steffon Dewar (JAM) |
| 9 juni 2024 «onderlinge duels» 17:00 (UTC−4) |         |                |                                 | Stadion: Kirani James Atletiekstadion, Saint George's Toeschouwers: 2.780 Scheidsrechter: Steffon Dewar (JAM) |
|                                              |         |                |                                 | |

|                                               |                      |                |               | |
| 11 juni 2024 «onderlinge duels» 16:00 (UTC−4) | Saint Kitts en Nevis | 1 – 0          | Bahama's      | Stadion: Warner Park Stadium, Basseterre Toeschouwers: 539 Scheidsrechter: Walter López Castellanos (GUA) |
| 11 juni 2024 «onderlinge duels» 16:00 (UTC−4) | Bristow 12'          | Verslag (FIFA) | 41', 44' Tilo | Stadion: Warner Park Stadium, Basseterre Toeschouwers: 539 Scheidsrechter: Walter López Castellanos (GUA) |
| 11 juni 2024 «onderlinge duels» 16:00 (UTC−4) |                      |                |               | Stadion: Warner Park Stadium, Basseterre Toeschouwers: 539 Scheidsrechter: Walter López Castellanos (GUA) |
| 11 juni 2024 «onderlinge duels» 16:00 (UTC−4) |                      |                |               | Stadion: Warner Park Stadium, Basseterre Toeschouwers: 539 Scheidsrechter: Walter López Castellanos (GUA) |
|                                               |                      |                |               | |

|                                              |                                                                      |                |          | |
| 4 juni 2025 «onderlinge duels» 19:00 (UTC−4) | Grenada                                                              | 6 – 0          | Bahama's | Stadion: Kirani James Atletiekstadion, Saint George's Toeschouwers: 2.235 Scheidsrechter: Shavin Greene GUY) |
| 4 juni 2025 «onderlinge duels» 19:00 (UTC−4) | Francis 15' Johnson 36' Francois 58' Isaac 72' Harrack 77' Lewis 90' | Verslag (FIFA) |          | Stadion: Kirani James Atletiekstadion, Saint George's Toeschouwers: 2.235 Scheidsrechter: Shavin Greene GUY) |
| 4 juni 2025 «onderlinge duels» 19:00 (UTC−4) |                                                                      |                |          | Stadion: Kirani James Atletiekstadion, Saint George's Toeschouwers: 2.235 Scheidsrechter: Shavin Greene GUY) |
| 4 juni 2025 «onderlinge duels» 19:00 (UTC−4) |                                                                      |                |          | Stadion: Kirani James Atletiekstadion, Saint George's Toeschouwers: 2.235 Scheidsrechter: Shavin Greene GUY) |
|                                              |                                                                      |                |          | |

|                                              |                                                                     |                |                        | |
| 6 juni 2025 «onderlinge duels» 19:30 (UTC−4) | Trinidad en Tobago                                                  | 6 – 2          | Saint Kitts en Nevis   | Stadion: Hasely Crawfordstadion, Port of Spain Toeschouwers: 20.353 Scheidsrechter: Natalie Simon (USA) |
| 6 juni 2025 «onderlinge duels» 19:30 (UTC−4) | L. García 9' Sealy 29', 66' Molino 48' (pen.) Fortune 85' James 89' | Verslag (FIFA) | 27' Amory 45' Williams | Stadion: Hasely Crawfordstadion, Port of Spain Toeschouwers: 20.353 Scheidsrechter: Natalie Simon (USA) |
| 6 juni 2025 «onderlinge duels» 19:30 (UTC−4) |                                                                     |                |                        | Stadion: Hasely Crawfordstadion, Port of Spain Toeschouwers: 20.353 Scheidsrechter: Natalie Simon (USA) |
| 6 juni 2025 «onderlinge duels» 19:30 (UTC−4) |                                                                     |                |                        | Stadion: Hasely Crawfordstadion, Port of Spain Toeschouwers: 20.353 Scheidsrechter: Natalie Simon (USA) |
|                                              |                                                                     |                |                        | |

|                                              |          |                |                                                                                   |                                                                                      |
| 7 juni 2025 «onderlinge duels» 19:00 (UTC−4) | Bahama's | 0 – 8          | Costa Rica                                                                        | Stadion: ABFA Technical Center, Piggotts (Barbados) Scheidsrechter: Reon Radix (GRN) |
| 7 juni 2025 «onderlinge duels» 19:00 (UTC−4) |          | Verslag (FIFA) | 20' Martínez 37' Mora 45+2' Bran 48' Galo 51' Ugalde 64', 79' Madrigal 90' Zamora | Stadion: ABFA Technical Center, Piggotts (Barbados) Scheidsrechter: Reon Radix (GRN) |
| 7 juni 2025 «onderlinge duels» 19:00 (UTC−4) |          |                |                                                                                   | Stadion: ABFA Technical Center, Piggotts (Barbados) Scheidsrechter: Reon Radix (GRN) |
| 7 juni 2025 «onderlinge duels» 19:00 (UTC−4) |          |                |                                                                                   | Stadion: ABFA Technical Center, Piggotts (Barbados) Scheidsrechter: Reon Radix (GRN) |
|                                              |          |                |                                                                                   |                                                                                      |

|                                               |                           |                |                                            | |
| 10 juni 2025 «onderlinge duels» 15:00 (UTC−4) | Saint Kitts en Nevis      | 2 – 3          | Grenada                                    | Stadion: SKNFA Technical Center, Basseterre Toeschouwers: 700 Scheidsrechter: Cristhofer Corado (GUA) |
| 10 juni 2025 «onderlinge duels» 15:00 (UTC−4) | Simpson 34' Sawyers 90+4' | Verslag (FIFA) | 49' Charles-Cook 76' Francis 90+1' Johnson | Stadion: SKNFA Technical Center, Basseterre Toeschouwers: 700 Scheidsrechter: Cristhofer Corado (GUA) |
| 10 juni 2025 «onderlinge duels» 15:00 (UTC−4) |                           |                |                                            | Stadion: SKNFA Technical Center, Basseterre Toeschouwers: 700 Scheidsrechter: Cristhofer Corado (GUA) |
| 10 juni 2025 «onderlinge duels» 15:00 (UTC−4) |                           |                |                                            | Stadion: SKNFA Technical Center, Basseterre Toeschouwers: 700 Scheidsrechter: Cristhofer Corado (GUA) |
|                                               |                           |                |                                            | |

|                                               |                           |                |                              |                                                                                                |
| 10 juni 2025 «onderlinge duels» 19:00 (UTC−6) | Costa Rica                | 2 – 1          | Trinidad en Tobago           | Stadion: Estadio Nacional, San José Toeschouwers: 17.000 Scheidsrechter: Daniel Quintero (MEX) |
| 10 juni 2025 «onderlinge duels» 19:00 (UTC−6) | Mitchell 23' Madrigal 38' | Verslag (FIFA) | 58' L. García 14', 76' Jones | Stadion: Estadio Nacional, San José Toeschouwers: 17.000 Scheidsrechter: Daniel Quintero (MEX) |
| 10 juni 2025 «onderlinge duels» 19:00 (UTC−6) |                           |                |                              | Stadion: Estadio Nacional, San José Toeschouwers: 17.000 Scheidsrechter: Daniel Quintero (MEX) |
| 10 juni 2025 «onderlinge duels» 19:00 (UTC−6) |                           |                |                              | Stadion: Estadio Nacional, San José Toeschouwers: 17.000 Scheidsrechter: Daniel Quintero (MEX) |
|                                               |                           |                |                              |                                                                                                |

### Groep C
| Pos | Team        | Wed | W | G | V | Ptn | DV | DT | +/− | Kwalificatie     |       | Vlag van Curaçao | Vlag van Haïti | Vlag van Saint Lucia | Vlag van Aruba | Vlag van Barbados |
| --- | ----------- | --- | - | - | - | --- | -- | -- | --- | ---------------- | ----- | ---------------- | -------------- | -------------------- | -------------- | ----------------- |
| 1   | Curaçao     | 4   | 4 | 0 | 0 | 12  | 15 | 2  | +13 | Naar derde ronde |       | —                | —              | 4 – 0                | —              | 4 – 1             |
| 2   | Haïti       | 4   | 3 | 0 | 1 | 9   | 11 | 7  | +4  | Naar derde ronde |       | 1 – 5            | —              | 1 – 3                | —              | —                 |
| 3   | Saint Lucia | 4   | 1 | 1 | 2 | 4   | 5  | 9  | −4  |                  |       | —                | —              | —                    | 2 – 2          | 2 – 1             |
| 4   | Aruba       | 4   | 0 | 2 | 2 | 2   | 3  | 10 | −7  |                  | 0 – 2 | 0 – 5            | —              | —                    | —              |                   |
| 5   | Barbados    | 4   | 0 | 1 | 3 | 1   | 4  | 10 | −6  |                  | —     | 1 – 3            | —              | 1 – 1                | —              |                   |

|                                              |                                            |                |                           |                                                                                                |
| 5 juni 2024 «onderlinge duels» 19:30 (UTC−4) | Curaçao                                    | 4 – 1          | Barbados                  | Stadion: Ergilio Hatostadion, Willemstad Toeschouwers: 4.254 Scheidsrechter: Iván Barton (SLV) |
| 5 juni 2024 «onderlinge duels» 19:30 (UTC−4) | Janga 25', 62', 86' (pen.) Kastaneer 90+2' | Verslag (FIFA) | 90+2' (pen.) Reid-Stephen | Stadion: Ergilio Hatostadion, Willemstad Toeschouwers: 4.254 Scheidsrechter: Iván Barton (SLV) |
| 5 juni 2024 «onderlinge duels» 19:30 (UTC−4) |                                            |                |                           | Stadion: Ergilio Hatostadion, Willemstad Toeschouwers: 4.254 Scheidsrechter: Iván Barton (SLV) |
| 5 juni 2024 «onderlinge duels» 19:30 (UTC−4) |                                            |                |                           | Stadion: Ergilio Hatostadion, Willemstad Toeschouwers: 4.254 Scheidsrechter: Iván Barton (SLV) |
|                                              |                                            |                |                           |                                                                                                |

|                                              |                       |                |             |                                                                                                  |
| 6 juni 2024 «onderlinge duels» 17:00 (UTC−4) | Haïti                 | 2 – 1          | Saint Lucia | Stadion: Wildey Turf, Bridgetown (Barbados) Toeschouwers: 88 Scheidsrechter: Ismail Elfath (USA) |
| 6 juni 2024 «onderlinge duels» 17:00 (UTC−4) | Duverne 47' Nazon 78' | Verslag (FIFA) | 18' Elva    | Stadion: Wildey Turf, Bridgetown (Barbados) Toeschouwers: 88 Scheidsrechter: Ismail Elfath (USA) |
| 6 juni 2024 «onderlinge duels» 17:00 (UTC−4) |                       |                |             | Stadion: Wildey Turf, Bridgetown (Barbados) Toeschouwers: 88 Scheidsrechter: Ismail Elfath (USA) |
| 6 juni 2024 «onderlinge duels» 17:00 (UTC−4) |                       |                |             | Stadion: Wildey Turf, Bridgetown (Barbados) Toeschouwers: 88 Scheidsrechter: Ismail Elfath (USA) |
|                                              |                       |                |             |                                                                                                  |

|                                              |       |                |                           |                                                                                                  |
| 8 juni 2024 «onderlinge duels» 20:00 (UTC−4) | Aruba | 0 – 2          | Curaçao                   | Stadion: Guillermo Prospero Trinidadstadion, Oranjestad Scheidsrechter: César Arturo Ramos (MEX) |
| 8 juni 2024 «onderlinge duels» 20:00 (UTC−4) |       | Verslag (FIFA) | 59' Bacuna 90+6' Severina | Stadion: Guillermo Prospero Trinidadstadion, Oranjestad Scheidsrechter: César Arturo Ramos (MEX) |
| 8 juni 2024 «onderlinge duels» 20:00 (UTC−4) |       |                |                           | Stadion: Guillermo Prospero Trinidadstadion, Oranjestad Scheidsrechter: César Arturo Ramos (MEX) |
| 8 juni 2024 «onderlinge duels» 20:00 (UTC−4) |       |                |                           | Stadion: Guillermo Prospero Trinidadstadion, Oranjestad Scheidsrechter: César Arturo Ramos (MEX) |
|                                              |       |                |                           |                                                                                                  |

|                                              |                  |                |                                           |                                                                       |
| 9 juni 2024 «onderlinge duels» 17:00 (UTC−4) | Barbados         | 1 – 3          | Haïti                                     | Stadion: Wildey Turf, Bridgetown Scheidsrechter: Keylor Herrera (CRC) |
| 9 juni 2024 «onderlinge duels» 17:00 (UTC−4) | Reid-Stephen 73' | Verslag (FIFA) | 12' Louicius 45+1' Lacroix 84' Labissiere | Stadion: Wildey Turf, Bridgetown Scheidsrechter: Keylor Herrera (CRC) |
| 9 juni 2024 «onderlinge duels» 17:00 (UTC−4) |                  |                |                                           | Stadion: Wildey Turf, Bridgetown Scheidsrechter: Keylor Herrera (CRC) |
| 9 juni 2024 «onderlinge duels» 17:00 (UTC−4) |                  |                |                                           | Stadion: Wildey Turf, Bridgetown Scheidsrechter: Keylor Herrera (CRC) |
|                                              |                  |                |                                           |                                                                       |

|                                               |                             |                |                          |                                                                                                 |
| 11 juni 2024 «onderlinge duels» 15:00 (UTC−4) | Saint Lucia                 | 2 – 2          | Aruba                    | Stadion: Wildey Turf, Bridgetown (Barbados) Toeschouwers: 41 Scheidsrechter: Selvin Brown (HON) |
| 11 juni 2024 «onderlinge duels» 15:00 (UTC−4) | Stanislas 45+2' Pearson 66' | Verslag (FIFA) | 22' Bennett 43' Marselia | Stadion: Wildey Turf, Bridgetown (Barbados) Toeschouwers: 41 Scheidsrechter: Selvin Brown (HON) |
| 11 juni 2024 «onderlinge duels» 15:00 (UTC−4) |                             |                |                          | Stadion: Wildey Turf, Bridgetown (Barbados) Toeschouwers: 41 Scheidsrechter: Selvin Brown (HON) |
| 11 juni 2024 «onderlinge duels» 15:00 (UTC−4) |                             |                |                          | Stadion: Wildey Turf, Bridgetown (Barbados) Toeschouwers: 41 Scheidsrechter: Selvin Brown (HON) |
|                                               |                             |                |                          |                                                                                                 |

|                                              |                   |                |             |                                                                           |
| 4 juni 2025 «onderlinge duels» 17:00 (UTC−4) | Barbados          | 1 – 1          | Aruba       | Stadion: BFA Technical Centre, Wildey Scheidsrechter: Andrew Samuel (TRI) |
| 4 juni 2025 «onderlinge duels» 17:00 (UTC−4) | Leacock 7' (pen.) | Verslag (FIFA) | 15' Luydens | Stadion: BFA Technical Centre, Wildey Scheidsrechter: Andrew Samuel (TRI) |
| 4 juni 2025 «onderlinge duels» 17:00 (UTC−4) |                   |                |             | Stadion: BFA Technical Centre, Wildey Scheidsrechter: Andrew Samuel (TRI) |
| 4 juni 2025 «onderlinge duels» 17:00 (UTC−4) |                   |                |             | Stadion: BFA Technical Centre, Wildey Scheidsrechter: Andrew Samuel (TRI) |
|                                              |                   |                |             |                                                                           |

|                                              |                                       |                |             | |
| 6 juni 2025 «onderlinge duels» 19:30 (UTC−4) | Curaçao                               | 4 – 0          | Saint Lucia | Stadion: Ergilio Hatostadion, Willemstad Toeschouwers: 7.715 Scheidsrechter: José Raúl Torres Rivera (PUR) |
| 6 juni 2025 «onderlinge duels» 19:30 (UTC−4) | Kastaneer 37', 52', 57' J. Bacuna 74' | Verslag (FIFA) |             | Stadion: Ergilio Hatostadion, Willemstad Toeschouwers: 7.715 Scheidsrechter: José Raúl Torres Rivera (PUR) |
| 6 juni 2025 «onderlinge duels» 19:30 (UTC−4) |                                       |                |             | Stadion: Ergilio Hatostadion, Willemstad Toeschouwers: 7.715 Scheidsrechter: José Raúl Torres Rivera (PUR) |
| 6 juni 2025 «onderlinge duels» 19:30 (UTC−4) |                                       |                |             | Stadion: Ergilio Hatostadion, Willemstad Toeschouwers: 7.715 Scheidsrechter: José Raúl Torres Rivera (PUR) |
|                                              |                                       |                |             | |

|                                              |       |                |                                                              | |
| 7 juni 2025 «onderlinge duels» 17:00 (UTC−4) | Aruba | 0 – 5          | Haïti                                                        | Stadion: Guillermo Prospero Trinidadstadion, Oranjestad Toeschouwers: 673 Scheidsrechter: Luis Enrique Santander (MEX) |
| 7 juni 2025 «onderlinge duels» 17:00 (UTC−4) |       | Verslag (FIFA) | 29' Jacques 35' Pierrot 61' Providence 67' Nazon 86' Prunier | Stadion: Guillermo Prospero Trinidadstadion, Oranjestad Toeschouwers: 673 Scheidsrechter: Luis Enrique Santander (MEX) |
| 7 juni 2025 «onderlinge duels» 17:00 (UTC−4) |       |                |                                                              | Stadion: Guillermo Prospero Trinidadstadion, Oranjestad Toeschouwers: 673 Scheidsrechter: Luis Enrique Santander (MEX) |
| 7 juni 2025 «onderlinge duels» 17:00 (UTC−4) |       |                |                                                              | Stadion: Guillermo Prospero Trinidadstadion, Oranjestad Toeschouwers: 673 Scheidsrechter: Luis Enrique Santander (MEX) |
|                                              |       |                |                                                              | |

|                                               |                             |                |                             | |
| 10 juni 2025 «onderlinge duels» 18:00 (UTC−4) | Saint Lucia                 | 2 – 1          | Barbados                    | Stadion: Daren Sammy Cricket Ground, Gros Islet Toeschouwers: 144 Scheidsrechter: Sergio Reyna (GUA) |
| 10 juni 2025 «onderlinge duels» 18:00 (UTC−4) | Elva 42' (pen.), 90' (pen.) | Verslag (FIFA) | 12' Richards 17', 62' Small | Stadion: Daren Sammy Cricket Ground, Gros Islet Toeschouwers: 144 Scheidsrechter: Sergio Reyna (GUA) |
| 10 juni 2025 «onderlinge duels» 18:00 (UTC−4) |                             |                |                             | Stadion: Daren Sammy Cricket Ground, Gros Islet Toeschouwers: 144 Scheidsrechter: Sergio Reyna (GUA) |
| 10 juni 2025 «onderlinge duels» 18:00 (UTC−4) |                             |                |                             | Stadion: Daren Sammy Cricket Ground, Gros Islet Toeschouwers: 144 Scheidsrechter: Sergio Reyna (GUA) |
|                                               |                             |                |                             | |

|                                               |             |                |                                                                   | |
| 10 juni 2025 «onderlinge duels» 18:00 (UTC−4) | Haïti       | 1 – 5          | Curaçao                                                           | Stadion: Guillermo Prospero Trinidadstadion, Oranjestad (Aruba) Toeschouwers: 1.115 Scheidsrechter: Steven Madrigal (CRC) |
| 10 juni 2025 «onderlinge duels» 18:00 (UTC−4) | Deedson 61' | Verslag (FIFA) | 12' Kastaneer 15' Gorré 69' Margharita 89' Felida 90+3' Antonisse | Stadion: Guillermo Prospero Trinidadstadion, Oranjestad (Aruba) Toeschouwers: 1.115 Scheidsrechter: Steven Madrigal (CRC) |
| 10 juni 2025 «onderlinge duels» 18:00 (UTC−4) |             |                |                                                                   | Stadion: Guillermo Prospero Trinidadstadion, Oranjestad (Aruba) Toeschouwers: 1.115 Scheidsrechter: Steven Madrigal (CRC) |
| 10 juni 2025 «onderlinge duels» 18:00 (UTC−4) |             |                |                                                                   | Stadion: Guillermo Prospero Trinidadstadion, Oranjestad (Aruba) Toeschouwers: 1.115 Scheidsrechter: Steven Madrigal (CRC) |
|                                               |             |                |                                                                   | |

### Groep D
| Pos | Team       | Wed | W | G | V | Ptn | DV | DT | +/− | Kwalificatie     |       | Vlag van Panama | Vlag van Nicaragua | Vlag van Guyana | Vlag van Montserrat | Vlag van Belize |
| --- | ---------- | --- | - | - | - | --- | -- | -- | --- | ---------------- | ----- | --------------- | ------------------ | --------------- | ------------------- | --------------- |
| 1   | Panama     | 4   | 4 | 0 | 0 | 12  | 10 | 1  | +9  | Naar derde ronde |       | —               | 3 – 0              | 2 – 0           | —                   | —               |
| 2   | Nicaragua  | 4   | 3 | 0 | 1 | 9   | 9  | 4  | +5  | Naar derde ronde |       | —               | —                  | 1 – 0           | 4 – 1               | —               |
| 3   | Guyana     | 4   | 2 | 0 | 2 | 6   | 6  | 4  | +2  |                  |       | —               | —                  | —               | 3 – 0               | 3 – 1           |
| 4   | Montserrat | 4   | 1 | 0 | 3 | 3   | 3  | 10 | −7  |                  | 1 – 3 | —               | —                  | —               | 1 – 0               |                 |
| 5   | Belize     | 4   | 0 | 0 | 4 | 0   | 1  | 10 | −9  |                  | 0 – 2 | 0 – 4           | —                  | —               | —                   |                 |

|                                              |                                               |                |            |                                                                                          |
| 5 juni 2024 «onderlinge duels» 20:00 (UTC−6) | Nicaragua                                     | 4 – 1          | Montserrat | Stadion: Estadio Nacional, Managua Toeschouwers: 14.320 Scheidsrechter: Tori Penso (USA) |
| 5 juni 2024 «onderlinge duels» 20:00 (UTC−6) | Moreno 3' Arteaga 23' Montes 69' Medina 90+3' | Verslag (FIFA) | 9' Barzey  | Stadion: Estadio Nacional, Managua Toeschouwers: 14.320 Scheidsrechter: Tori Penso (USA) |
| 5 juni 2024 «onderlinge duels» 20:00 (UTC−6) |                                               |                |            | Stadion: Estadio Nacional, Managua Toeschouwers: 14.320 Scheidsrechter: Tori Penso (USA) |
| 5 juni 2024 «onderlinge duels» 20:00 (UTC−6) |                                               |                |            | Stadion: Estadio Nacional, Managua Toeschouwers: 14.320 Scheidsrechter: Tori Penso (USA) |
|                                              |                                               |                |            |                                                                                          |

|                                              |                            |                |        | |
| 6 juni 2024 «onderlinge duels» 19:30 (UTC−5) | Panama                     | 2 – 0          | Guyana | Stadion: Estadio Rommel Fernández, Panama-Stad Toeschouwers: 8.575 Scheidsrechter: Filiberto Martinez (SLV) |
| 6 juni 2024 «onderlinge duels» 19:30 (UTC−5) | Martínez 62' Rodríguez 65' | Verslag (FIFA) |        | Stadion: Estadio Rommel Fernández, Panama-Stad Toeschouwers: 8.575 Scheidsrechter: Filiberto Martinez (SLV) |
| 6 juni 2024 «onderlinge duels» 19:30 (UTC−5) |                            |                |        | Stadion: Estadio Rommel Fernández, Panama-Stad Toeschouwers: 8.575 Scheidsrechter: Filiberto Martinez (SLV) |
| 6 juni 2024 «onderlinge duels» 19:30 (UTC−5) |                            |                |        | Stadion: Estadio Rommel Fernández, Panama-Stad Toeschouwers: 8.575 Scheidsrechter: Filiberto Martinez (SLV) |
|                                              |                            |                |        | |

|                                              |        |                |                                           |                                                                |
| 8 juni 2024 «onderlinge duels» 18:00 (UTC−6) | Belize | 0 – 4          | Nicaragua                                 | Stadion: FFB Field, Belmopan Scheidsrechter: Bryan López (GUA) |
| 8 juni 2024 «onderlinge duels» 18:00 (UTC−6) |        | Verslag (FIFA) | 40', 65' Hernandez 56' Barrera 89' Moreno | Stadion: FFB Field, Belmopan Scheidsrechter: Bryan López (GUA) |
| 8 juni 2024 «onderlinge duels» 18:00 (UTC−6) |        |                |                                           | Stadion: FFB Field, Belmopan Scheidsrechter: Bryan López (GUA) |
| 8 juni 2024 «onderlinge duels» 18:00 (UTC−6) |        |                |                                           | Stadion: FFB Field, Belmopan Scheidsrechter: Bryan López (GUA) |
|                                              |        |                |                                           |                                                                |

|                                              |            |                |                                     | |
| 9 juni 2024 «onderlinge duels» 19:00 (UTC−6) | Montserrat | 1 – 3          | Panama                              | Stadion: Estadio Nacional, Managua (Nicaragua) Toeschouwers: 155 Scheidsrechter: Ismael Cornejo (SLV) |
| 9 juni 2024 «onderlinge duels» 19:00 (UTC−6) | Simon 49'  | Verslag (FIFA) | 41' Welch 62' Fajardo 71' Rodríguez | Stadion: Estadio Nacional, Managua (Nicaragua) Toeschouwers: 155 Scheidsrechter: Ismael Cornejo (SLV) |
| 9 juni 2024 «onderlinge duels» 19:00 (UTC−6) |            |                |                                     | Stadion: Estadio Nacional, Managua (Nicaragua) Toeschouwers: 155 Scheidsrechter: Ismael Cornejo (SLV) |
| 9 juni 2024 «onderlinge duels» 19:00 (UTC−6) |            |                |                                     | Stadion: Estadio Nacional, Managua (Nicaragua) Toeschouwers: 155 Scheidsrechter: Ismael Cornejo (SLV) |
|                                              |            |                |                                     | |

|                                               |                           |                |               |                                                                                                |
| 11 juni 2024 «onderlinge duels» 18:00 (UTC−4) | Guyana                    | 3 – 1          | Belize        | Stadion: Wildey Turf, Bridgetown (Barbados) Toeschouwers: 110 Scheidsrechter: Reon Radix (GRN) |
| 11 juni 2024 «onderlinge duels» 18:00 (UTC−4) | Moore 66', 72' Gordon 67' | Verslag (FIFA) | 89' Bernárdez | Stadion: Wildey Turf, Bridgetown (Barbados) Toeschouwers: 110 Scheidsrechter: Reon Radix (GRN) |
| 11 juni 2024 «onderlinge duels» 18:00 (UTC−4) |                           |                |               | Stadion: Wildey Turf, Bridgetown (Barbados) Toeschouwers: 110 Scheidsrechter: Reon Radix (GRN) |
| 11 juni 2024 «onderlinge duels» 18:00 (UTC−4) |                           |                |               | Stadion: Wildey Turf, Bridgetown (Barbados) Toeschouwers: 110 Scheidsrechter: Reon Radix (GRN) |
|                                               |                           |                |               |                                                                                                |

|                                              |            |                |        |                                                                                       |
| 4 juni 2025 «onderlinge duels» 17:00 (UTC−4) | Montserrat | 1 – 0          | Belize | Stadion: Ato Boldonstadion, Couva Toeschouwers: 93 Scheidsrechter: Kimbell Ward (SKN) |
| 4 juni 2025 «onderlinge duels» 17:00 (UTC−4) | Rogers 2'  | Verslag (FIFA) |        | Stadion: Ato Boldonstadion, Couva Toeschouwers: 93 Scheidsrechter: Kimbell Ward (SKN) |
| 4 juni 2025 «onderlinge duels» 17:00 (UTC−4) |            |                |        | Stadion: Ato Boldonstadion, Couva Toeschouwers: 93 Scheidsrechter: Kimbell Ward (SKN) |
| 4 juni 2025 «onderlinge duels» 17:00 (UTC−4) |            |                |        | Stadion: Ato Boldonstadion, Couva Toeschouwers: 93 Scheidsrechter: Kimbell Ward (SKN) |
|                                              |            |                |        |                                                                                       |

|                                              |            |                |        |                                                                                              |
| 6 juni 2025 «onderlinge duels» 20:00 (UTC−6) | Nicaragua  | 1 – 0          | Guyana | Stadion: Estadio Nacional, Managua Toeschouwers: 18.532 Scheidsrechter: Katja Koroleva (USA) |
| 6 juni 2025 «onderlinge duels» 20:00 (UTC−6) | Moreno 41' | Verslag (FIFA) |        | Stadion: Estadio Nacional, Managua Toeschouwers: 18.532 Scheidsrechter: Katja Koroleva (USA) |
| 6 juni 2025 «onderlinge duels» 20:00 (UTC−6) |            |                |        | Stadion: Estadio Nacional, Managua Toeschouwers: 18.532 Scheidsrechter: Katja Koroleva (USA) |
| 6 juni 2025 «onderlinge duels» 20:00 (UTC−6) |            |                |        | Stadion: Estadio Nacional, Managua Toeschouwers: 18.532 Scheidsrechter: Katja Koroleva (USA) |
|                                              |            |                |        |                                                                                              |

|                                              |        |                |                          |                                                               |
| 7 juni 2025 «onderlinge duels» 19:00 (UTC−6) | Belize | 0 – 2          | Panama                   | Stadion: FFB Field, Belmopan Scheidsrechter: Julio Luna (GUA) |
| 7 juni 2025 «onderlinge duels» 19:00 (UTC−6) |        | Verslag (FIFA) | 10' Escobar 50' Guerrero | Stadion: FFB Field, Belmopan Scheidsrechter: Julio Luna (GUA) |
| 7 juni 2025 «onderlinge duels» 19:00 (UTC−6) |        |                |                          | Stadion: FFB Field, Belmopan Scheidsrechter: Julio Luna (GUA) |
| 7 juni 2025 «onderlinge duels» 19:00 (UTC−6) |        |                |                          | Stadion: FFB Field, Belmopan Scheidsrechter: Julio Luna (GUA) |
|                                              |        |                |                          |                                                               |

|                                               |                                         |                |            | |
| 10 juni 2025 «onderlinge duels» 20:00 (UTC−4) | Guyana                                  | 3 – 0          | Montserrat | Stadion: Synthetic Track and Field Facility, Leonora Toeschouwers: 530 Scheidsrechter: Ricangel de Leça (ARU) |
| 10 juni 2025 «onderlinge duels» 20:00 (UTC−4) | Ferguson 35' De Rosario 38' Glasgow 72' | Verslag (FIFA) |            | Stadion: Synthetic Track and Field Facility, Leonora Toeschouwers: 530 Scheidsrechter: Ricangel de Leça (ARU) |
| 10 juni 2025 «onderlinge duels» 20:00 (UTC−4) |                                         |                |            | Stadion: Synthetic Track and Field Facility, Leonora Toeschouwers: 530 Scheidsrechter: Ricangel de Leça (ARU) |
| 10 juni 2025 «onderlinge duels» 20:00 (UTC−4) |                                         |                |            | Stadion: Synthetic Track and Field Facility, Leonora Toeschouwers: 530 Scheidsrechter: Ricangel de Leça (ARU) |
|                                               |                                         |                |            | |

|                                               |                                |                |           |                                                                                   |
| 10 juni 2025 «onderlinge duels» 19:00 (UTC−5) | Panama                         | 3 – 0          | Nicaragua | Stadion: Estadio Rommel Fernández, Panama-Stad Scheidsrechter: Ismael López (MEX) |
| 10 juni 2025 «onderlinge duels» 19:00 (UTC−5) | Yanis 56' Díaz 88' Davis 90+3' | Verslag (FIFA) |           | Stadion: Estadio Rommel Fernández, Panama-Stad Scheidsrechter: Ismael López (MEX) |
| 10 juni 2025 «onderlinge duels» 19:00 (UTC−5) |                                |                |           | Stadion: Estadio Rommel Fernández, Panama-Stad Scheidsrechter: Ismael López (MEX) |
| 10 juni 2025 «onderlinge duels» 19:00 (UTC−5) |                                |                |           | Stadion: Estadio Rommel Fernández, Panama-Stad Scheidsrechter: Ismael López (MEX) |
|                                               |                                |                |           |                                                                                   |

### Groep E
| Pos | Team                   | Wed | W | G | V | Ptn | DV | DT | +/− | Kwalificatie     |       | Vlag van Jamaica | Vlag van Guatemala | Vlag van Dominicaanse Republiek | Vlag van Dominica | Vlag van Britse Maagdeneilanden |
| --- | ---------------------- | --- | - | - | - | --- | -- | -- | --- | ---------------- | ----- | ---------------- | ------------------ | ------------------------------- | ----------------- | ------------------------------- |
| 1   | Jamaica                | 4   | 4 | 0 | 0 | 12  | 8  | 2  | +6  | Naar derde ronde |       | —                | 3 – 0              | 1 – 0                           | —                 | —                               |
| 2   | Guatemala              | 4   | 3 | 0 | 1 | 9   | 13 | 5  | +8  | Naar derde ronde |       | —                | —                  | 4 – 2                           | 6 – 0             | —                               |
| 3   | Dominicaanse Republiek | 4   | 2 | 0 | 2 | 6   | 11 | 5  | +6  |                  |       | —                | —                  | —                               | 5 – 0             | 4 – 0                           |
| 4   | Dominica               | 4   | 1 | 0 | 3 | 3   | 5  | 14 | −9  |                  | 2 – 3 | —                | —                  | —                               | 3 – 0             |                                 |
| 5   | Britse Maagdeneilanden | 4   | 0 | 0 | 4 | 0   | 0  | 11 | −11 |                  | 0 – 1 | 0 – 3            | —                  | —                               | —                 |                                 |

|                                              |                                                              |                |          | |
| 5 juni 2024 «onderlinge duels» 20:00 (UTC−6) | Guatemala                                                    | 6 – 0          | Dominica | Stadion: Estadio Nacional Doroteo Guamuch Flores, Guatemala-Stad Toeschouwers: 18.313 Scheidsrechter: Víctor Hernández (MEX) |
| 5 juni 2024 «onderlinge duels» 20:00 (UTC−6) | Galindo 4', 48' Yanes 27' Rubin 58' Martínez 78' Morales 83' | Verslag (FIFA) |          | Stadion: Estadio Nacional Doroteo Guamuch Flores, Guatemala-Stad Toeschouwers: 18.313 Scheidsrechter: Víctor Hernández (MEX) |
| 5 juni 2024 «onderlinge duels» 20:00 (UTC−6) |                                                              |                |          | Stadion: Estadio Nacional Doroteo Guamuch Flores, Guatemala-Stad Toeschouwers: 18.313 Scheidsrechter: Víctor Hernández (MEX) |
| 5 juni 2024 «onderlinge duels» 20:00 (UTC−6) |                                                              |                |          | Stadion: Estadio Nacional Doroteo Guamuch Flores, Guatemala-Stad Toeschouwers: 18.313 Scheidsrechter: Víctor Hernández (MEX) |
|                                              |                                                              |                |          | |

|                                              |               |                |                        |                                                                                             |
| 6 juni 2024 «onderlinge duels» 18:30 (UTC−5) | Jamaica       | 1 – 0          | Dominicaanse Republiek | Stadion: Independence Park, Kingston Toeschouwers: 9.266 Scheidsrechter: Drew Fischer (CAN) |
| 6 juni 2024 «onderlinge duels» 18:30 (UTC−5) | Nicholson 17' | Verslag (FIFA) |                        | Stadion: Independence Park, Kingston Toeschouwers: 9.266 Scheidsrechter: Drew Fischer (CAN) |
| 6 juni 2024 «onderlinge duels» 18:30 (UTC−5) |               |                |                        | Stadion: Independence Park, Kingston Toeschouwers: 9.266 Scheidsrechter: Drew Fischer (CAN) |
| 6 juni 2024 «onderlinge duels» 18:30 (UTC−5) |               |                |                        | Stadion: Independence Park, Kingston Toeschouwers: 9.266 Scheidsrechter: Drew Fischer (CAN) |
|                                              |               |                |                        |                                                                                             |

|                                              |                        |                |                                       |                                                                                           |
| 8 juni 2024 «onderlinge duels» 15:00 (UTC−4) | Britse Maagdeneilanden | 0 – 3          | Guatemala                             | Stadion: A. O. Shirley Recreation Ground, Road Town Scheidsrechter: Kwinsi Williams (TRI) |
| 8 juni 2024 «onderlinge duels» 15:00 (UTC−4) |                        | Verslag (FIFA) | 23' Castellanos 45+4' Rubin 47' Pinto | Stadion: A. O. Shirley Recreation Ground, Road Town Scheidsrechter: Kwinsi Williams (TRI) |
| 8 juni 2024 «onderlinge duels» 15:00 (UTC−4) |                        |                |                                       | Stadion: A. O. Shirley Recreation Ground, Road Town Scheidsrechter: Kwinsi Williams (TRI) |
| 8 juni 2024 «onderlinge duels» 15:00 (UTC−4) |                        |                |                                       | Stadion: A. O. Shirley Recreation Ground, Road Town Scheidsrechter: Kwinsi Williams (TRI) |
|                                              |                        |                |                                       |                                                                                           |

|                                              |                      |                |                                     |                                                                                           |
| 9 juni 2024 «onderlinge duels» 15:00 (UTC−4) | Dominica             | 2 – 3          | Jamaica                             | Stadion: Windsor Park, Roseau Toeschouwers: 6.500 Scheidsrechter: Fernando Guerrero (MEX) |
| 9 juni 2024 «onderlinge duels» 15:00 (UTC−4) | George 83' Jules 89' | Verslag (FIFA) | 31', 80' (pen.) Nicholson 43' Dixon | Stadion: Windsor Park, Roseau Toeschouwers: 6.500 Scheidsrechter: Fernando Guerrero (MEX) |
| 9 juni 2024 «onderlinge duels» 15:00 (UTC−4) |                      |                |                                     | Stadion: Windsor Park, Roseau Toeschouwers: 6.500 Scheidsrechter: Fernando Guerrero (MEX) |
| 9 juni 2024 «onderlinge duels» 15:00 (UTC−4) |                      |                |                                     | Stadion: Windsor Park, Roseau Toeschouwers: 6.500 Scheidsrechter: Fernando Guerrero (MEX) |
|                                              |                      |                |                                     |                                                                                           |

|                                               |                                        |                |                        | |
| 11 juni 2024 «onderlinge duels» 20:00 (UTC−4) | Dominicaanse Republiek                 | 4 – 0          | Britse Maagdeneilanden | Stadion: Estadio Panamericano, San Cristóbal Toeschouwers: 1.100 Scheidsrechter: Adonai Escobedo (MEX) |
| 11 juni 2024 «onderlinge duels» 20:00 (UTC−4) | Núñez 2', 31' Romero 15' (pen.), 90+3' | Verslag (FIFA) |                        | Stadion: Estadio Panamericano, San Cristóbal Toeschouwers: 1.100 Scheidsrechter: Adonai Escobedo (MEX) |
| 11 juni 2024 «onderlinge duels» 20:00 (UTC−4) |                                        |                |                        | Stadion: Estadio Panamericano, San Cristóbal Toeschouwers: 1.100 Scheidsrechter: Adonai Escobedo (MEX) |
| 11 juni 2024 «onderlinge duels» 20:00 (UTC−4) |                                        |                |                        | Stadion: Estadio Panamericano, San Cristóbal Toeschouwers: 1.100 Scheidsrechter: Adonai Escobedo (MEX) |
|                                               |                                        |                |                        | |

|                                              |                            |                |                        |                                                                                       |
| 4 juni 2025 «onderlinge duels» 15:00 (UTC−4) | Dominica                   | 3 – 0          | Britse Maagdeneilanden | Stadion: Windsor Park, Roseau Toeschouwers: 754 Scheidsrechter: Karen Hernández (MEX) |
| 4 juni 2025 «onderlinge duels» 15:00 (UTC−4) | Laville 29', 75' Jules 35' | Verslag (FIFA) |                        | Stadion: Windsor Park, Roseau Toeschouwers: 754 Scheidsrechter: Karen Hernández (MEX) |
| 4 juni 2025 «onderlinge duels» 15:00 (UTC−4) |                            |                |                        | Stadion: Windsor Park, Roseau Toeschouwers: 754 Scheidsrechter: Karen Hernández (MEX) |
| 4 juni 2025 «onderlinge duels» 15:00 (UTC−4) |                            |                |                        | Stadion: Windsor Park, Roseau Toeschouwers: 754 Scheidsrechter: Karen Hernández (MEX) |
|                                              |                            |                |                        |                                                                                       |

|                                              |                                 |                |                         | |
| 6 juni 2025 «onderlinge duels» 20:00 (UTC−6) | Guatemala                       | 4 – 2          | Dominicaanse Republiek  | Stadion: Estadio Cementos Progreso, Guatemala-Stad Toeschouwers: 13.642 Scheidsrechter: Guido Gonzalez (USA) |
| 6 juni 2025 «onderlinge duels» 20:00 (UTC−6) | Santis 6', 59', 62' Samayoa 53' | Verslag (FIFA) | 16' Romero 36' Mörschel | Stadion: Estadio Cementos Progreso, Guatemala-Stad Toeschouwers: 13.642 Scheidsrechter: Guido Gonzalez (USA) |
| 6 juni 2025 «onderlinge duels» 20:00 (UTC−6) |                                 |                |                         | Stadion: Estadio Cementos Progreso, Guatemala-Stad Toeschouwers: 13.642 Scheidsrechter: Guido Gonzalez (USA) |
| 6 juni 2025 «onderlinge duels» 20:00 (UTC−6) |                                 |                |                         | Stadion: Estadio Cementos Progreso, Guatemala-Stad Toeschouwers: 13.642 Scheidsrechter: Guido Gonzalez (USA) |
|                                              |                                 |                |                         | |

|                                              |                        |                |           | |
| 7 juni 2025 «onderlinge duels» 15:00 (UTC−4) | Britse Maagdeneilanden | 0 – 1          | Jamaica   | Stadion: A. O. Shirley Recreation Ground, Road Town Toeschouwers: 1.060 Scheidsrechter: Bryan López (GUA) |
| 7 juni 2025 «onderlinge duels» 15:00 (UTC−4) |                        | Verslag (FIFA) | 17' Brown | Stadion: A. O. Shirley Recreation Ground, Road Town Toeschouwers: 1.060 Scheidsrechter: Bryan López (GUA) |
| 7 juni 2025 «onderlinge duels» 15:00 (UTC−4) |                        |                |           | Stadion: A. O. Shirley Recreation Ground, Road Town Toeschouwers: 1.060 Scheidsrechter: Bryan López (GUA) |
| 7 juni 2025 «onderlinge duels» 15:00 (UTC−4) |                        |                |           | Stadion: A. O. Shirley Recreation Ground, Road Town Toeschouwers: 1.060 Scheidsrechter: Bryan López (GUA) |
|                                              |                        |                |           | |

|                                               |                                                               |                |          | |
| 10 juni 2025 «onderlinge duels» 19:00 (UTC−4) | Dominicaanse Republiek                                        | 5 – 0          | Dominica | Stadion: Estadio Olímpico Félix Sánchez, Santo Domingo Toeschouwers: 6.850 Scheidsrechter: Marianela Araya (CRC) |
| 10 juni 2025 «onderlinge duels» 19:00 (UTC−4) | Romero 16' Kaparos 33' Dollenmayer 39' Reyes 44' González 89' | Verslag (FIFA) |          | Stadion: Estadio Olímpico Félix Sánchez, Santo Domingo Toeschouwers: 6.850 Scheidsrechter: Marianela Araya (CRC) |
| 10 juni 2025 «onderlinge duels» 19:00 (UTC−4) |                                                               |                |          | Stadion: Estadio Olímpico Félix Sánchez, Santo Domingo Toeschouwers: 6.850 Scheidsrechter: Marianela Araya (CRC) |
| 10 juni 2025 «onderlinge duels» 19:00 (UTC−4) |                                                               |                |          | Stadion: Estadio Olímpico Félix Sánchez, Santo Domingo Toeschouwers: 6.850 Scheidsrechter: Marianela Araya (CRC) |
|                                               |                                                               |                |          | |

|                                               |                            |                |           |                                                                                            |
| 10 juni 2025 «onderlinge duels» 18:00 (UTC−5) | Jamaica                    | 3 – 0          | Guatemala | Stadion: Independence Park, Kingston Toeschouwers: 7.000 Scheidsrechter: David Gómez (CRC) |
| 10 juni 2025 «onderlinge duels» 18:00 (UTC−5) | Russell 26' Brown 37', 73' | Verslag (FIFA) |           | Stadion: Independence Park, Kingston Toeschouwers: 7.000 Scheidsrechter: David Gómez (CRC) |
| 10 juni 2025 «onderlinge duels» 18:00 (UTC−5) |                            |                |           | Stadion: Independence Park, Kingston Toeschouwers: 7.000 Scheidsrechter: David Gómez (CRC) |
| 10 juni 2025 «onderlinge duels» 18:00 (UTC−5) |                            |                |           | Stadion: Independence Park, Kingston Toeschouwers: 7.000 Scheidsrechter: David Gómez (CRC) |
|                                               |                            |                |           |                                                                                            |

### Groep F
| Pos | Team                           | Wed | W | G | V | Ptn | DV | DT | +/− | Kwalificatie     |       | Vlag van Suriname | Vlag van El Salvador | Vlag van Puerto Rico | Vlag van Saint Vincent en de Grenadines | Vlag van Anguilla |
| --- | ------------------------------ | --- | - | - | - | --- | -- | -- | --- | ---------------- | ----- | ----------------- | -------------------- | -------------------- | --------------------------------------- | ----------------- |
| 1   | Suriname                       | 4   | 3 | 1 | 0 | 10  | 10 | 2  | +8  | Naar derde ronde |       | —                 | —                    | 1 – 0                | 4 – 1                                   | —                 |
| 2   | El Salvador                    | 4   | 2 | 2 | 0 | 8   | 7  | 2  | +5  | Naar derde ronde |       | 1 – 1             | —                    | 0 – 0                | —                                       | —                 |
| 3   | Puerto Rico                    | 4   | 2 | 1 | 1 | 7   | 10 | 2  | +8  |                  |       | —                 | —                    | —                    | 2 – 1                                   | 8 – 0             |
| 4   | Saint Vincent en de Grenadines | 4   | 1 | 0 | 3 | 3   | 9  | 9  | 0   |                  | —     | 1 – 3             | —                    | —                    | 6 – 0                                   |                   |
| 5   | Anguilla                       | 4   | 0 | 0 | 4 | 0   | 0  | 21 | −21 |                  | 0 – 4 | 0 – 3             | —                    | —                    | —                                       |                   |

|                                              |                                                           |                |                         | |
| 5 juni 2024 «onderlinge duels» 18:00 (UTC−3) | Suriname                                                  | 4 – 1          | St. Vincent en de Gren. | Stadion: Dr. Ir. Franklin Essed Stadion, Paramaribo Toeschouwers: 3.220 Scheidsrechter: Joe Dickerson (USA) |
| 5 juni 2024 «onderlinge duels» 18:00 (UTC−3) | Becker 39' (pen.) Hilterman 45+2' Lonwijk 46' Montnor 70' | Verslag (FIFA) | 31' Anderson            | Stadion: Dr. Ir. Franklin Essed Stadion, Paramaribo Toeschouwers: 3.220 Scheidsrechter: Joe Dickerson (USA) |
| 5 juni 2024 «onderlinge duels» 18:00 (UTC−3) |                                                           |                |                         | Stadion: Dr. Ir. Franklin Essed Stadion, Paramaribo Toeschouwers: 3.220 Scheidsrechter: Joe Dickerson (USA) |
| 5 juni 2024 «onderlinge duels» 18:00 (UTC−3) |                                                           |                |                         | Stadion: Dr. Ir. Franklin Essed Stadion, Paramaribo Toeschouwers: 3.220 Scheidsrechter: Joe Dickerson (USA) |
|                                              |                                                           |                |                         | |

|                                              |                |       |             |                                                                                                   |
| 6 juni 2024 «onderlinge duels» 20:30 (UTC−6) | El Salvador    | 0 – 0 | Puerto Rico | Stadion: Estadio Cuscatlán, San Salvador Toeschouwers: 10.851 Scheidsrechter: Saíd Martínez (HON) |
| 6 juni 2024 «onderlinge duels» 20:30 (UTC−6) | Verslag (FIFA) |       |             | Stadion: Estadio Cuscatlán, San Salvador Toeschouwers: 10.851 Scheidsrechter: Saíd Martínez (HON) |
| 6 juni 2024 «onderlinge duels» 20:30 (UTC−6) |                |       |             | Stadion: Estadio Cuscatlán, San Salvador Toeschouwers: 10.851 Scheidsrechter: Saíd Martínez (HON) |
| 6 juni 2024 «onderlinge duels» 20:30 (UTC−6) |                |       |             | Stadion: Estadio Cuscatlán, San Salvador Toeschouwers: 10.851 Scheidsrechter: Saíd Martínez (HON) |
|                                              |                |       |             |                                                                                                   |

|                                              |          |                |                                              | |
| 8 juni 2024 «onderlinge duels» 15:30 (UTC−4) | Anguilla | 0 – 4          | Suriname                                     | Stadion: Raymond E. Guishard Technical Centre, The Valley Toeschouwers: 600 Scheidsrechter: Hakeem Harvey (SKN) |
| 8 juni 2024 «onderlinge duels» 15:30 (UTC−4) |          | Verslag (FIFA) | 10', 75' Conraad 62' Pinas 88' (e.d.) Austin | Stadion: Raymond E. Guishard Technical Centre, The Valley Toeschouwers: 600 Scheidsrechter: Hakeem Harvey (SKN) |
| 8 juni 2024 «onderlinge duels» 15:30 (UTC−4) |          |                |                                              | Stadion: Raymond E. Guishard Technical Centre, The Valley Toeschouwers: 600 Scheidsrechter: Hakeem Harvey (SKN) |
| 8 juni 2024 «onderlinge duels» 15:30 (UTC−4) |          |                |                                              | Stadion: Raymond E. Guishard Technical Centre, The Valley Toeschouwers: 600 Scheidsrechter: Hakeem Harvey (SKN) |
|                                              |          |                |                                              | |

|                                              |                         |                |                                      | |
| 9 juni 2024 «onderlinge duels» 16:00 (UTC−3) | St. Vincent en de Gren. | 1 – 3          | El Salvador                          | Stadion: Dr. Ir. Franklin Essed Stadion, Paramaribo (Suriname) Toeschouwers: 200 Scheidsrechter: Shavin Greene (GUY) |
| 9 juni 2024 «onderlinge duels» 16:00 (UTC−3) | Anderson 43'            | Verslag (FIFA) | 10' Henríquez 60' Tejada 83' Bonilla | Stadion: Dr. Ir. Franklin Essed Stadion, Paramaribo (Suriname) Toeschouwers: 200 Scheidsrechter: Shavin Greene (GUY) |
| 9 juni 2024 «onderlinge duels» 16:00 (UTC−3) |                         |                |                                      | Stadion: Dr. Ir. Franklin Essed Stadion, Paramaribo (Suriname) Toeschouwers: 200 Scheidsrechter: Shavin Greene (GUY) |
| 9 juni 2024 «onderlinge duels» 16:00 (UTC−3) |                         |                |                                      | Stadion: Dr. Ir. Franklin Essed Stadion, Paramaribo (Suriname) Toeschouwers: 200 Scheidsrechter: Shavin Greene (GUY) |
|                                              |                         |                |                                      | |

|                                               |                                                                                               |                |          | |
| 11 juni 2024 «onderlinge duels» 20:00 (UTC−4) | Puerto Rico                                                                                   | 8 – 0          | Anguilla | Stadion: Estadio Juan Ramón Loubriel, Bayamón Toeschouwers: 10.000 Scheidsrechter: Oshane Nation (JAM) |
| 11 juni 2024 «onderlinge duels» 20:00 (UTC−4) | De León 20' (pen.), 51' Ydrach 31' W. Rivera 48', 65' L. Antonetti 59' Ríos 71' Cardona 90+1' | Verslag (FIFA) |          | Stadion: Estadio Juan Ramón Loubriel, Bayamón Toeschouwers: 10.000 Scheidsrechter: Oshane Nation (JAM) |
| 11 juni 2024 «onderlinge duels» 20:00 (UTC−4) |                                                                                               |                |          | Stadion: Estadio Juan Ramón Loubriel, Bayamón Toeschouwers: 10.000 Scheidsrechter: Oshane Nation (JAM) |
| 11 juni 2024 «onderlinge duels» 20:00 (UTC−4) |                                                                                               |                |          | Stadion: Estadio Juan Ramón Loubriel, Bayamón Toeschouwers: 10.000 Scheidsrechter: Oshane Nation (JAM) |
|                                               |                                                                                               |                |          | |

|                                              |                                                                          |                |          |                                                                                                |
| 4 juni 2025 «onderlinge duels» 19:00 (UTC−4) | St. Vincent en de Gren.                                                  | 6 – 0          | Anguilla | Stadion: Arnos Valestadion, Arnos Vale Toeschouwers: 3.500 Scheidsrechter: Steffon Dewar (JAM) |
| 4 juni 2025 «onderlinge duels» 19:00 (UTC−4) | Anderson 20', 69' Stewart 25' (pen.) Joseph 59' Edwards 61' Franklyn 85' | Verslag (FIFA) |          | Stadion: Arnos Valestadion, Arnos Vale Toeschouwers: 3.500 Scheidsrechter: Steffon Dewar (JAM) |
| 4 juni 2025 «onderlinge duels» 19:00 (UTC−4) |                                                                          |                |          | Stadion: Arnos Valestadion, Arnos Vale Toeschouwers: 3.500 Scheidsrechter: Steffon Dewar (JAM) |
| 4 juni 2025 «onderlinge duels» 19:00 (UTC−4) |                                                                          |                |          | Stadion: Arnos Valestadion, Arnos Vale Toeschouwers: 3.500 Scheidsrechter: Steffon Dewar (JAM) |
|                                              |                                                                          |                |          |                                                                                                |

|                                              |             |                |             |                                                                                          |
| 6 juni 2025 «onderlinge duels» 19:00 (UTC−3) | Suriname    | 1 – 0          | Puerto Rico | Stadion: Dr. Ir. Franklin Essed Stadion, Paramaribo Scheidsrechter: Nelson Salgado (HON) |
| 6 juni 2025 «onderlinge duels» 19:00 (UTC−3) | Montnor 80' | Verslag (FIFA) |             | Stadion: Dr. Ir. Franklin Essed Stadion, Paramaribo Scheidsrechter: Nelson Salgado (HON) |
| 6 juni 2025 «onderlinge duels» 19:00 (UTC−3) |             |                |             | Stadion: Dr. Ir. Franklin Essed Stadion, Paramaribo Scheidsrechter: Nelson Salgado (HON) |
| 6 juni 2025 «onderlinge duels» 19:00 (UTC−3) |             |                |             | Stadion: Dr. Ir. Franklin Essed Stadion, Paramaribo Scheidsrechter: Nelson Salgado (HON) |
|                                              |             |                |             |                                                                                          |

|                                              |          |                |                                  | |
| 7 juni 2025 «onderlinge duels» 15:00 (UTC−4) | Anguilla | 0 – 3          | El Salvador                      | Stadion: Raymond E. Guishard Technical Centre, The Valley Toeschouwers: 543 Scheidsrechter: Filip Dujic (CAN) |
| 7 juni 2025 «onderlinge duels» 15:00 (UTC−4) |          | Verslag (FIFA) | 30' Ortiz 45+5' Gil 77' Alvarado | Stadion: Raymond E. Guishard Technical Centre, The Valley Toeschouwers: 543 Scheidsrechter: Filip Dujic (CAN) |
| 7 juni 2025 «onderlinge duels» 15:00 (UTC−4) |          |                |                                  | Stadion: Raymond E. Guishard Technical Centre, The Valley Toeschouwers: 543 Scheidsrechter: Filip Dujic (CAN) |
| 7 juni 2025 «onderlinge duels» 15:00 (UTC−4) |          |                |                                  | Stadion: Raymond E. Guishard Technical Centre, The Valley Toeschouwers: 543 Scheidsrechter: Filip Dujic (CAN) |
|                                              |          |                |                                  | |

|                                               |                              |                |                         |                                                                                |
| 10 juni 2025 «onderlinge duels» 21:00 (UTC−4) | Puerto Rico                  | 2 – 1          | St. Vincent en de Gren. | Stadion: Mayagüez Atletiekstadion, Mayagüez Scheidsrechter: Randy Solano (DOM) |
| 10 juni 2025 «onderlinge duels» 21:00 (UTC−4) | Antonetti 11' Echevarria 77' | Verslag (FIFA) | 47' Anderson            | Stadion: Mayagüez Atletiekstadion, Mayagüez Scheidsrechter: Randy Solano (DOM) |
| 10 juni 2025 «onderlinge duels» 21:00 (UTC−4) |                              |                |                         | Stadion: Mayagüez Atletiekstadion, Mayagüez Scheidsrechter: Randy Solano (DOM) |
| 10 juni 2025 «onderlinge duels» 21:00 (UTC−4) |                              |                |                         | Stadion: Mayagüez Atletiekstadion, Mayagüez Scheidsrechter: Randy Solano (DOM) |
|                                               |                              |                |                         |                                                                                |

|                                               |             |                |             |                                                                            |
| 10 juni 2025 «onderlinge duels» 19:00 (UTC−6) | El Salvador | 1 – 1          | Suriname    | Stadion: Estadio Cuscatlán, San Salvador Scheidsrechter: Jon Freemon (USA) |
| 10 juni 2025 «onderlinge duels» 19:00 (UTC−6) | Gil 32'     | Verslag (FIFA) | 19' Lonwijk | Stadion: Estadio Cuscatlán, San Salvador Scheidsrechter: Jon Freemon (USA) |
| 10 juni 2025 «onderlinge duels» 19:00 (UTC−6) |             |                |             | Stadion: Estadio Cuscatlán, San Salvador Scheidsrechter: Jon Freemon (USA) |
| 10 juni 2025 «onderlinge duels» 19:00 (UTC−6) |             |                |             | Stadion: Estadio Cuscatlán, San Salvador Scheidsrechter: Jon Freemon (USA) |
|                                               |             |                |             |                                                                            |

## Derde ronde

### Loting
De loting vond plaats op 12 juni 2025. De landen werden daarbij verdeeld over vier potten. In iedere pot zitten drie landen. Bij de indeling van de potten werd rekening gehouden met de FIFA-wereldranglijst van juni 2025. De landen werden verdeeld over drie poules.
| Pot 1                                    | Pot 2                                     | Pot 3                                                 | Pot 4                                        |
| ---------------------------------------- | ----------------------------------------- | ----------------------------------------------------- | -------------------------------------------- |
| Panama (33) Costa Rica (54) Jamaica (63) | Honduras (75) El Salvador (81) Haïti (83) | Curaçao (90) Trinidad en Tobago (100) Guatemala (106) | Nicaragua (133) Suriname (137) Bermuda (168) |

### Groep A
| Pos | Team        | Wed | W | G | V | Ptn | DV | DT | +/− | Kwalificatie                                                                              |       | Vlag van Panama | Vlag van El Salvador | Vlag van Guatemala | Vlag van Suriname |
| --- | ----------- | --- | - | - | - | --- | -- | -- | --- | ----------------------------------------------------------------------------------------- | ----- | --------------- | -------------------- | ------------------ | ----------------- |
| 1   | Panama      | 0   | 0 | 0 | 0 | 0   | 0  | 0  | 0   | Geplaatst voor het WK 2026                                                                |       |                 | 18 nov               | 8 sep              | 14 okt            |
| 2   | El Salvador | 0   | 0 | 0 | 0 | 0   | 0  | 0  | 0   | Mogelijke kwalificatie voor intercontinentaal play-offtoernooi op basis van rangschikking |       | 10 okt          |                      | 14 okt             | 8 sep             |
| 3   | Guatemala   | 0   | 0 | 0 | 0 | 0   | 0  | 0  | 0   |                                                                                           |       | 13 nov          | 4 sep                |                    | 18 nov            |
| 4   | Suriname    | 0   | 0 | 0 | 0 | 0   | 0  | 0  | 0   |                                                                                           | 4 sep | 13 nov          | 10 okt               |                    |                   |

|                                                   |          |   |        |                                                     |
| 4 september 2025 «onderlinge duels» 20:30 (UTC−3) | Suriname | v | Panama | Stadion: Dr. Ir. Franklin Essed Stadion, Paramaribo |
| 4 september 2025 «onderlinge duels» 20:30 (UTC−3) |          |   |        | Stadion: Dr. Ir. Franklin Essed Stadion, Paramaribo |
| 4 september 2025 «onderlinge duels» 20:30 (UTC−3) |          |   |        | Stadion: Dr. Ir. Franklin Essed Stadion, Paramaribo |
| 4 september 2025 «onderlinge duels» 20:30 (UTC−3) |          |   |        | Stadion: Dr. Ir. Franklin Essed Stadion, Paramaribo |
|                                                   |          |   |        |                                                     |

|                                                   |           |   |             |                                                    |
| 4 september 2025 «onderlinge duels» 20:00 (UTC−6) | Guatemala | v | El Salvador | Stadion: Estadio Cementos Progreso, Guatemala-Stad |
| 4 september 2025 «onderlinge duels» 20:00 (UTC−6) |           |   |             | Stadion: Estadio Cementos Progreso, Guatemala-Stad |
| 4 september 2025 «onderlinge duels» 20:00 (UTC−6) |           |   |             | Stadion: Estadio Cementos Progreso, Guatemala-Stad |
| 4 september 2025 «onderlinge duels» 20:00 (UTC−6) |           |   |             | Stadion: Estadio Cementos Progreso, Guatemala-Stad |
|                                                   |           |   |             |                                                    |

|                                                   |             |   |          |                                          |
| 8 september 2025 «onderlinge duels» 18:30 (UTC−6) | El Salvador | v | Suriname | Stadion: Estadio Cuscatlán, San Salvador |
| 8 september 2025 «onderlinge duels» 18:30 (UTC−6) |             |   |          | Stadion: Estadio Cuscatlán, San Salvador |
| 8 september 2025 «onderlinge duels» 18:30 (UTC−6) |             |   |          | Stadion: Estadio Cuscatlán, San Salvador |
| 8 september 2025 «onderlinge duels» 18:30 (UTC−6) |             |   |          | Stadion: Estadio Cuscatlán, San Salvador |
|                                                   |             |   |          |                                          |

|                                                   |        |   |           |                                                |
| 8 september 2025 «onderlinge duels» 20:30 (UTC−5) | Panama | v | Guatemala | Stadion: Estadio Rommel Fernández, Panama-Stad |
| 8 september 2025 «onderlinge duels» 20:30 (UTC−5) |        |   |           | Stadion: Estadio Rommel Fernández, Panama-Stad |
| 8 september 2025 «onderlinge duels» 20:30 (UTC−5) |        |   |           | Stadion: Estadio Rommel Fernández, Panama-Stad |
| 8 september 2025 «onderlinge duels» 20:30 (UTC−5) |        |   |           | Stadion: Estadio Rommel Fernández, Panama-Stad |
|                                                   |        |   |           |                                                |

|                                    |             |   |        |  |
| 10 oktober 2025 «onderlinge duels» | El Salvador | v | Panama |  |
| 10 oktober 2025 «onderlinge duels» |             |   |        |  |
| 10 oktober 2025 «onderlinge duels» |             |   |        |  |
| 10 oktober 2025 «onderlinge duels» |             |   |        |  |
|                                    |             |   |        |  |

|                                    |          |   |           |  |
| 10 oktober 2025 «onderlinge duels» | Suriname | v | Guatemala |  |
| 10 oktober 2025 «onderlinge duels» |          |   |           |  |
| 10 oktober 2025 «onderlinge duels» |          |   |           |  |
| 10 oktober 2025 «onderlinge duels» |          |   |           |  |
|                                    |          |   |           |  |

|                                    |        |   |          |  |
| 14 oktober 2025 «onderlinge duels» | Panama | v | Suriname |  |
| 14 oktober 2025 «onderlinge duels» |        |   |          |  |
| 14 oktober 2025 «onderlinge duels» |        |   |          |  |
| 14 oktober 2025 «onderlinge duels» |        |   |          |  |
|                                    |        |   |          |  |

|                                    |             |   |           |  |
| 14 oktober 2025 «onderlinge duels» | El Salvador | v | Guatemala |  |
| 14 oktober 2025 «onderlinge duels» |             |   |           |  |
| 14 oktober 2025 «onderlinge duels» |             |   |           |  |
| 14 oktober 2025 «onderlinge duels» |             |   |           |  |
|                                    |             |   |           |  |

|                                     |           |   |        |  |
| 13 november 2025 «onderlinge duels» | Guatemala | v | Panama |  |
| 13 november 2025 «onderlinge duels» |           |   |        |  |
| 13 november 2025 «onderlinge duels» |           |   |        |  |
| 13 november 2025 «onderlinge duels» |           |   |        |  |
|                                     |           |   |        |  |

|                                     |          |   |             |  |
| 13 november 2025 «onderlinge duels» | Suriname | v | El Salvador |  |
| 13 november 2025 «onderlinge duels» |          |   |             |  |
| 13 november 2025 «onderlinge duels» |          |   |             |  |
| 13 november 2025 «onderlinge duels» |          |   |             |  |
|                                     |          |   |             |  |

|                                     |        |   |             |  |
| 18 november 2025 «onderlinge duels» | Panama | v | El Salvador |  |
| 18 november 2025 «onderlinge duels» |        |   |             |  |
| 18 november 2025 «onderlinge duels» |        |   |             |  |
| 18 november 2025 «onderlinge duels» |        |   |             |  |
|                                     |        |   |             |  |

|                                     |           |   |          |  |
| 18 november 2025 «onderlinge duels» | Guatemala | v | Suriname |  |
| 18 november 2025 «onderlinge duels» |           |   |          |  |
| 18 november 2025 «onderlinge duels» |           |   |          |  |
| 18 november 2025 «onderlinge duels» |           |   |          |  |
|                                     |           |   |          |  |

### Groep B
| Pos | Team               | Wed | W | G | V | Ptn | DV | DT | +/− | Kwalificatie                                                                              |       | Vlag van Jamaica | Vlag van Curaçao | Vlag van Trinidad en Tobago | Vlag van Bermuda |
| --- | ------------------ | --- | - | - | - | --- | -- | -- | --- | ----------------------------------------------------------------------------------------- | ----- | ---------------- | ---------------- | --------------------------- | ---------------- |
| 1   | Jamaica            | 0   | 0 | 0 | 0 | 0   | 0  | 0  | 0   | Geplaatst voor het WK 2026                                                                |       |                  | 18 nov           | 9 sep                       | 14 okt           |
| 2   | Curaçao            | 0   | 0 | 0 | 0 | 0   | 0  | 0  | 0   | Mogelijke kwalificatie voor intercontinentaal play-offtoernooi op basis van rangschikking |       | 10 okt           |                  | 14 okt                      | 9 sep            |
| 3   | Trinidad en Tobago | 0   | 0 | 0 | 0 | 0   | 0  | 0  | 0   |                                                                                           |       | 13 nov           | 5 sep            |                             | 18 nov           |
| 4   | Bermuda            | 0   | 0 | 0 | 0 | 0   | 0  | 0  | 0   |                                                                                           | 5 sep | 13 nov           | 10 okt           |                             |                  |

|                                                   |         |   |         |                                        |
| 5 september 2025 «onderlinge duels» 19:00 (UTC−3) | Bermuda | v | Jamaica | Stadion: Nationaal Stadion, Devonshire |
| 5 september 2025 «onderlinge duels» 19:00 (UTC−3) |         |   |         | Stadion: Nationaal Stadion, Devonshire |
| 5 september 2025 «onderlinge duels» 19:00 (UTC−3) |         |   |         | Stadion: Nationaal Stadion, Devonshire |
| 5 september 2025 «onderlinge duels» 19:00 (UTC−3) |         |   |         | Stadion: Nationaal Stadion, Devonshire |
|                                                   |         |   |         |                                        |

|                                                   |                    |   |         |                                                |
| 5 september 2025 «onderlinge duels» 20:00 (UTC−4) | Trinidad en Tobago | v | Curaçao | Stadion: Hasely Crawfordstadion, Port of Spain |
| 5 september 2025 «onderlinge duels» 20:00 (UTC−4) |                    |   |         | Stadion: Hasely Crawfordstadion, Port of Spain |
| 5 september 2025 «onderlinge duels» 20:00 (UTC−4) |                    |   |         | Stadion: Hasely Crawfordstadion, Port of Spain |
| 5 september 2025 «onderlinge duels» 20:00 (UTC−4) |                    |   |         | Stadion: Hasely Crawfordstadion, Port of Spain |
|                                                   |                    |   |         |                                                |

|                                                   |         |   |                    |                                      |
| 9 september 2025 «onderlinge duels» 19:00 (UTC−5) | Jamaica | v | Trinidad en Tobago | Stadion: Independence Park, Kingston |
| 9 september 2025 «onderlinge duels» 19:00 (UTC−5) |         |   |                    | Stadion: Independence Park, Kingston |
| 9 september 2025 «onderlinge duels» 19:00 (UTC−5) |         |   |                    | Stadion: Independence Park, Kingston |
| 9 september 2025 «onderlinge duels» 19:00 (UTC−5) |         |   |                    | Stadion: Independence Park, Kingston |
|                                                   |         |   |                    |                                      |

|                                                   |         |   |         |                                          |
| 9 september 2025 «onderlinge duels» 20:00 (UTC−4) | Curaçao | v | Bermuda | Stadion: Ergilio Hatostadion, Willemstad |
| 9 september 2025 «onderlinge duels» 20:00 (UTC−4) |         |   |         | Stadion: Ergilio Hatostadion, Willemstad |
| 9 september 2025 «onderlinge duels» 20:00 (UTC−4) |         |   |         | Stadion: Ergilio Hatostadion, Willemstad |
| 9 september 2025 «onderlinge duels» 20:00 (UTC−4) |         |   |         | Stadion: Ergilio Hatostadion, Willemstad |
|                                                   |         |   |         |                                          |

|                                    |         |   |         |  |
| 10 oktober 2025 «onderlinge duels» | Curaçao | v | Jamaica |  |
| 10 oktober 2025 «onderlinge duels» |         |   |         |  |
| 10 oktober 2025 «onderlinge duels» |         |   |         |  |
| 10 oktober 2025 «onderlinge duels» |         |   |         |  |
|                                    |         |   |         |  |

|                                    |         |   |                    |  |
| 10 oktober 2025 «onderlinge duels» | Bermuda | v | Trinidad en Tobago |  |
| 10 oktober 2025 «onderlinge duels» |         |   |                    |  |
| 10 oktober 2025 «onderlinge duels» |         |   |                    |  |
| 10 oktober 2025 «onderlinge duels» |         |   |                    |  |
|                                    |         |   |                    |  |

|                                    |         |   |         |  |
| 14 oktober 2025 «onderlinge duels» | Jamaica | v | Bermuda |  |
| 14 oktober 2025 «onderlinge duels» |         |   |         |  |
| 14 oktober 2025 «onderlinge duels» |         |   |         |  |
| 14 oktober 2025 «onderlinge duels» |         |   |         |  |
|                                    |         |   |         |  |

|                                    |         |   |                    |  |
| 14 oktober 2025 «onderlinge duels» | Curaçao | v | Trinidad en Tobago |  |
| 14 oktober 2025 «onderlinge duels» |         |   |                    |  |
| 14 oktober 2025 «onderlinge duels» |         |   |                    |  |
| 14 oktober 2025 «onderlinge duels» |         |   |                    |  |
|                                    |         |   |                    |  |

|                                     |                    |   |         |  |
| 13 november 2025 «onderlinge duels» | Trinidad en Tobago | v | Jamaica |  |
| 13 november 2025 «onderlinge duels» |                    |   |         |  |
| 13 november 2025 «onderlinge duels» |                    |   |         |  |
| 13 november 2025 «onderlinge duels» |                    |   |         |  |
|                                     |                    |   |         |  |

|                                     |         |   |         |  |
| 13 november 2025 «onderlinge duels» | Bermuda | v | Curaçao |  |
| 13 november 2025 «onderlinge duels» |         |   |         |  |
| 13 november 2025 «onderlinge duels» |         |   |         |  |
| 13 november 2025 «onderlinge duels» |         |   |         |  |
|                                     |         |   |         |  |

|                                     |         |   |         |  |
| 18 november 2025 «onderlinge duels» | Jamaica | v | Curaçao |  |
| 18 november 2025 «onderlinge duels» |         |   |         |  |
| 18 november 2025 «onderlinge duels» |         |   |         |  |
| 18 november 2025 «onderlinge duels» |         |   |         |  |
|                                     |         |   |         |  |

|                                     |                    |   |         |  |
| 18 november 2025 «onderlinge duels» | Trinidad en Tobago | v | Bermuda |  |
| 18 november 2025 «onderlinge duels» |                    |   |         |  |
| 18 november 2025 «onderlinge duels» |                    |   |         |  |
| 18 november 2025 «onderlinge duels» |                    |   |         |  |
|                                     |                    |   |         |  |

### Groep C
| Pos | Team       | Wed | W | G | V | Ptn | DV | DT | +/− | Kwalificatie                                                                              |       | Vlag van Costa Rica | Vlag van Honduras | Vlag van Haïti | Vlag van Nicaragua |
| --- | ---------- | --- | - | - | - | --- | -- | -- | --- | ----------------------------------------------------------------------------------------- | ----- | ------------------- | ----------------- | -------------- | ------------------ |
| 1   | Costa Rica | 0   | 0 | 0 | 0 | 0   | 0  | 0  | 0   | Geplaatst voor het WK 2026                                                                |       |                     | 18 nov            | 9 sep          | 13 okt             |
| 2   | Honduras   | 0   | 0 | 0 | 0 | 0   | 0  | 0  | 0   | Mogelijke kwalificatie voor intercontinentaal play-offtoernooi op basis van rangschikking |       | 9 okt               |                   | 13 okt         | 9 sep              |
| 3   | Haïti      | 0   | 0 | 0 | 0 | 0   | 0  | 0  | 0   |                                                                                           |       | 13 nov              | 5 sep             |                | 18 nov             |
| 4   | Nicaragua  | 0   | 0 | 0 | 0 | 0   | 0  | 0  | 0   |                                                                                           | 5 sep | 13 nov              | 9 okt             |                |                    |

|                                                   |       |   |          |                                                    |
| 5 september 2025 «onderlinge duels» 20:00 (UTC−4) | Haïti | v | Honduras | Stadion: Ergilio Hatostadion, Willemstad (Curaçao) |
| 5 september 2025 «onderlinge duels» 20:00 (UTC−4) |       |   |          | Stadion: Ergilio Hatostadion, Willemstad (Curaçao) |
| 5 september 2025 «onderlinge duels» 20:00 (UTC−4) |       |   |          | Stadion: Ergilio Hatostadion, Willemstad (Curaçao) |
| 5 september 2025 «onderlinge duels» 20:00 (UTC−4) |       |   |          | Stadion: Ergilio Hatostadion, Willemstad (Curaçao) |
|                                                   |       |   |          |                                                    |

|                                                   |           |   |            |                                    |
| 5 september 2025 «onderlinge duels» 20:00 (UTC−6) | Nicaragua | v | Costa Rica | Stadion: Estadio Nacional, Managua |
| 5 september 2025 «onderlinge duels» 20:00 (UTC−6) |           |   |            | Stadion: Estadio Nacional, Managua |
| 5 september 2025 «onderlinge duels» 20:00 (UTC−6) |           |   |            | Stadion: Estadio Nacional, Managua |
| 5 september 2025 «onderlinge duels» 20:00 (UTC−6) |           |   |            | Stadion: Estadio Nacional, Managua |
|                                                   |           |   |            |                                    |

|                                                   |            |   |       |                                     |
| 9 september 2025 «onderlinge duels» 20:00 (UTC−6) | Costa Rica | v | Haïti | Stadion: Estadio Nacional, San José |
| 9 september 2025 «onderlinge duels» 20:00 (UTC−6) |            |   |       | Stadion: Estadio Nacional, San José |
| 9 september 2025 «onderlinge duels» 20:00 (UTC−6) |            |   |       | Stadion: Estadio Nacional, San José |
| 9 september 2025 «onderlinge duels» 20:00 (UTC−6) |            |   |       | Stadion: Estadio Nacional, San José |
|                                                   |            |   |       |                                     |

|                                                   |          |   |           |                                                            |
| 9 september 2025 «onderlinge duels» 20:00 (UTC−6) | Honduras | v | Nicaragua | Stadion: Estadio José de la Paz Herrera Uclés, Tegucigalpa |
| 9 september 2025 «onderlinge duels» 20:00 (UTC−6) |          |   |           | Stadion: Estadio José de la Paz Herrera Uclés, Tegucigalpa |
| 9 september 2025 «onderlinge duels» 20:00 (UTC−6) |          |   |           | Stadion: Estadio José de la Paz Herrera Uclés, Tegucigalpa |
| 9 september 2025 «onderlinge duels» 20:00 (UTC−6) |          |   |           | Stadion: Estadio José de la Paz Herrera Uclés, Tegucigalpa |
|                                                   |          |   |           |                                                            |

|                                   |          |   |            |  |
| 9 oktober 2025 «onderlinge duels» | Honduras | v | Costa Rica |  |
| 9 oktober 2025 «onderlinge duels» |          |   |            |  |
| 9 oktober 2025 «onderlinge duels» |          |   |            |  |
| 9 oktober 2025 «onderlinge duels» |          |   |            |  |
|                                   |          |   |            |  |

|                                   |           |   |       |  |
| 9 oktober 2025 «onderlinge duels» | Nicaragua | v | Haïti |  |
| 9 oktober 2025 «onderlinge duels» |           |   |       |  |
| 9 oktober 2025 «onderlinge duels» |           |   |       |  |
| 9 oktober 2025 «onderlinge duels» |           |   |       |  |
|                                   |           |   |       |  |

|                                    |            |   |           |  |
| 13 oktober 2025 «onderlinge duels» | Costa Rica | v | Nicaragua |  |
| 13 oktober 2025 «onderlinge duels» |            |   |           |  |
| 13 oktober 2025 «onderlinge duels» |            |   |           |  |
| 13 oktober 2025 «onderlinge duels» |            |   |           |  |
|                                    |            |   |           |  |

|                                    |          |   |       |  |
| 13 oktober 2025 «onderlinge duels» | Honduras | v | Haïti |  |
| 13 oktober 2025 «onderlinge duels» |          |   |       |  |
| 13 oktober 2025 «onderlinge duels» |          |   |       |  |
| 13 oktober 2025 «onderlinge duels» |          |   |       |  |
|                                    |          |   |       |  |

|                                     |       |   |            |  |
| 13 november 2025 «onderlinge duels» | Haïti | v | Costa Rica |  |
| 13 november 2025 «onderlinge duels» |       |   |            |  |
| 13 november 2025 «onderlinge duels» |       |   |            |  |
| 13 november 2025 «onderlinge duels» |       |   |            |  |
|                                     |       |   |            |  |

|                                     |           |   |          |  |
| 13 november 2025 «onderlinge duels» | Nicaragua | v | Honduras |  |
| 13 november 2025 «onderlinge duels» |           |   |          |  |
| 13 november 2025 «onderlinge duels» |           |   |          |  |
| 13 november 2025 «onderlinge duels» |           |   |          |  |
|                                     |           |   |          |  |

|                                     |            |   |          |  |
| 18 november 2025 «onderlinge duels» | Costa Rica | v | Honduras |  |
| 18 november 2025 «onderlinge duels» |            |   |          |  |
| 18 november 2025 «onderlinge duels» |            |   |          |  |
| 18 november 2025 «onderlinge duels» |            |   |          |  |
|                                     |            |   |          |  |

|                                     |       |   |           |  |
| 18 november 2025 «onderlinge duels» | Haïti | v | Nicaragua |  |
| 18 november 2025 «onderlinge duels» |       |   |           |  |
| 18 november 2025 «onderlinge duels» |       |   |           |  |
| 18 november 2025 «onderlinge duels» |       |   |           |  |
|                                     |       |   |           |  |

### Stand nummers twee
| Pos | Grp | Team        | Wed | W | G | V | Ptn | DV | DT | +/− | Kwalificatie                                    |
| --- | --- | ----------- | --- | - | - | - | --- | -- | -- | --- | ----------------------------------------------- |
| 1   | A   | El Salvador | 0   | 0 | 0 | 0 | 0   | 0  | 0  | 0   | Deelname aan intercontinentaal play-offtoernooi |
| 2   | B   | Curaçao     | 0   | 0 | 0 | 0 | 0   | 0  | 0  | 0   | Deelname aan intercontinentaal play-offtoernooi |
| 3   | C   | Honduras    | 0   | 0 | 0 | 0 | 0   | 0  | 0  | 0   |                                                 |

## Doelpuntenmakers
5 doelpunten
- Gervane Kastaneer
- Oalex Anderson

4 doelpunten
- Dorny Romero

3 doelpunten
- Orlando Galo
- Warren Madrigal
- Rangelo Janga
- Oscar Santis
- Warner Brown
- Shamar Nicholson
- Jaime Moreno
- Caniggia Elva

2 doelpunten
- Niall Reid-Stephen
- Reggie Lambe
- Zeiko Lewis
- Djair Parfitt
- Manfred Ugalde
- Álvaro Zamora
- Juninho Bacuna
- Troy Jules
- Audel Laville
- Rafael Núñez
- Brayan Gil
- Jermaine Francis
- Myles Hippolyte
- Darius Johnson
- Alejandro Galindo
- Rubio Rubin
- Deon Moore
- Louicius Don Deedson
- Duckens Nazon
- Edwin Rodríguez
- Bancy Hernández
- José Luis Rodríguez
- Leandro Antonetti
- Jeremy de León
- Wilfredo Rivera
- Tyrone Conraad
- Justin Lonwijk
- Jaden Montnor
- Levi García
- Nathaniel James
- Reon Moore
- Duane Muckette
- Dante Sealy
- Malcolm Shaw

1 doelpunt
- Jett Blaschka
- Luke Paris
- Raheem Deterville
- Walter Bennett
- Diederick Luydens
- Isai Marselia
- Wood Julmis
- Omani Leacock
- Devonte Richards
- Carlos Bernárdez
- Julian Carpenter
- Kole Hall
- Sachiel Ming
- Hugo Liziario
- Josimar Alcócer
- Alejandro Bran
- Alonso Martínez
- Jeyland Mitchell
- Joseph Mora
- Andy Rojas
- Gerald Taylor
- Jorge Aguirre
- Pedro Bravo
- Maikel Reyes
- Jeremy Antonisse
- Kevin Felida
- Kenji Gorré
- Jearl Margaritha
- Xander Severina
- Javid George
- Noah Dollenmayer
- Peter González
- Jimmy Kaparos
- Heinz Mörschel
- Edarlyn Reyes
- Elvin Alvarado
- Nelson Bonilla
- Jairo Henríquez
- Santos Ortíz
- Rafael Tejada
- Regan Charles-Cook
- Keishean Francois
- Kayden Harrack
- Joshua Isaac
- Saydrel Lewis
- Óscar Castellanos
- José Carlos Martínez
- José Morales
- José Carlos Pinto
- Nicolás Samayoa
- Allen Yanes
- Osaze De Rosario
- Nathan Ferguson
- Omari Glasgow
- Liam Gordon
- Jean-Kévin Duverne
- Danley Jean Jacques
- Bryan Labissiere
- Duke Lacroix
- Frantzdy Pierrot
- Ruben Providence
- Mondy Prunier
- Kervin Arriaga
- Rubilio Castillo
- Anthony Lozano
- Getsel Montes
- Andy Najar
- Bryan Róchez
- David Ruiz
- Alexy Vega
- Luis Vega
- Kaheim Dixon
- Jon Russell
- Joshwa Campbell
- Brandon Barzey
- Mark Rogers
- Kaleem Simon
- Juan Barrera
- Harold Medina
- Jacob Montes
- Eric Davis
- Ismael Díaz
- Fidel Escobar
- José Fajardo
- Eduardo Guerrero
- Cristian Martínez
- Jovani Welch
- César Yanis
- Nicolás Cardona
- Steven Echevarría
- Darren Ríos
- Roberto Ydrach
- G'Vaune Amory
- Ethan Bristow
- Romaine Sawyers
- Tyreece Simpson
- Tiquanny Williams
- Peter Pearson
- Ridel Stanislas
- Kyle Edwards
- Kirtney Franklyn
- Micah Joseph
- Cornelius Stewart
- Sheraldo Becker
- Jeredy Hilterman
- Shaquille Pinas
- Ajani Fortune
- Alvin Jones
- Kevin Molino
- Ryan Telfer
- Billy Forbes

1 eigen doelpunt
- Steven Austin (tegen Suriname)
- Wesley Robinson (tegen Honduras)
- Donervon Daniels (tegen Nicaragua)